# Liste de sondages sur les élections législatives françaises de 2022
Pour un article plus général, voir Élections législatives françaises de 2022.
Cette page dresse la liste des sondages d'opinions relatifs aux élections législatives françaises de 2022, dont le premier tour est fixé au dimanche 12 juin et le second au dimanche 19 juin.
Tous les sondages de cette liste, sauf mention contraire, se conforment aux règles de la Commission des sondages,, et appliquent la méthode dite des quotas.
Les projections en siège avant le premier tour sont difficilement fiables en raison du nombre de circonscriptions et du mode de scrutin. Historiquement, les projections en siège avant le premier tour peuvent être très imprécises, notamment en 2022.

## Intervalle de confiance

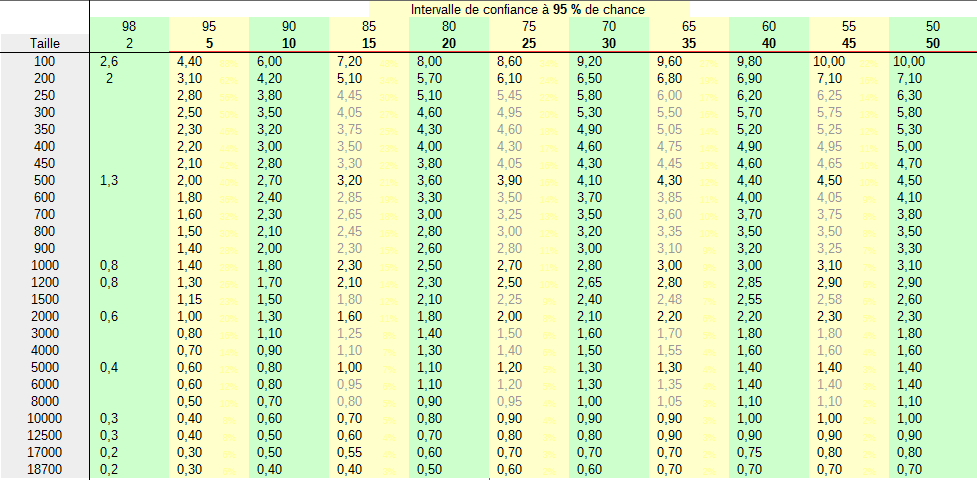
Intervalle de confiance à 95 % de chance.

La plupart des sondages sont publiés accompagnés d'une présentation des intervalles de confiance à 95 %. Le tableau résume les intervalles de confiance selon la taille de l’échantillon (ou du sous-échantillon).
Si pour un échantillon (sous-échantillon) de 1 000 personnes le candidat reçoit 10 % (ou 90 %) d'intentions de vote, l'incertitude est de 1,8 points pour un niveau de confiance de 95 %. Il y a donc 95 % de chance que son score soit compris entre 8,2  et   11,8 % (respectivement 88,2 – 91,8 %).
En fait, l'incertitude est inférieure pour des effectifs stratifiés comme avec la méthode des quotas. À noter que la base de comparaison doit être cohérente : il faut soit donner le pourcentage par rapport à l'effectif total y compris abstention, blanc et NSPP, soit N doit être limité aux intentions de vote pour un candidat quand l'on veut que la somme des scores fasse 100 % comme ci-dessous. Par exemple à 25 % d'abstention, 1 000 sondés ne correspondent qu'à 750 exprimés pour un candidat, ce qui monte l'incertitude à +- 3,6 %.
En réalité, les intervalles de confiances publiés sont généralement ceux donnés par la méthode aléatoire, les intervalles de confiance de la méthode des quotas n'étant pas calculables. Il est cependant généralement admis, bien que cela ne soit pas justifié mathématiquement, que la marge d’erreur des sondages par quotas est égale ou inférieure à celle des sondages aléatoires.

## Sondages à l'échelle nationale

### Premier tour
| Sondeur | Date              | Échantillon | LO-NPA          | NUPES             | NUPES             | NUPES             | NUPES             | DVG-FGR         | ECO        | DVC             | Ensemble (LREM-MoDem-Horizons-Agir) | UDC (LR-UDI)      | DVD             | UPF (DLF-LP) | RN                | REC             | PA    | REG             | Autres                  | DIV             |
| --- | ----------------- | ----------- | --------------- | ----------------- | ----------------- | ----------------- | ----------------- | --------------- | ---------- | --------------- | ----------------------------------- | ----------------- | --------------- | ------------ | ----------------- | --------------- | ----- | --------------- | ----------------------- | --------------- |
| Sondeur | Date              | Échantillon | LO-NPA          |                   |                   |                   |                   | DVG-FGR         | ECO        | DVC             | Ensemble (LREM-MoDem-Horizons-Agir) | UDC (LR-UDI)      | DVD             | UPF (DLF-LP) | RN                | REC             | PA    | REG             | Autres                  | DIV             |
| Sondeur | Date              | Échantillon | LO-NPA          | PCF               | LFI               | EELV              | PS                | DVG-FGR         | ECO        | DVC             | Ensemble (LREM-MoDem-Horizons-Agir) | UDC (LR-UDI)      | DVD             | UPF (DLF-LP) | RN                | REC             | PA    | REG             | Autres                  | DIV             |
| Sondeur | Date              | Échantillon |                 |                   |                   |                   |                   |                 |            |                 |                                     |                   |                 |              |                   |                 |       |                 |                         |                 |
| Résultats : décompte officiel (décompte du Monde)                                                                      | 12 juin 2022      | 22 744 708  | 1,17 % (1,19 %) | 25,66 % (26,16 %) | 25,66 % (26,16 %) | 25,66 % (26,16 %) | 25,66 % (26,16 %) | 3,70 % (3,30 %) | 2,67 % (–) | 1,25 % (1,30 %) | 25,75 % (25,80 %)                   | 11,29 % (11,30 %) | 2,33 % (1,92 %) | –            | 18,68 % (18,68 %) | 4,24 % (4,25 %) | –     | 1,28 % (1,09 %) | 1,13 % (1,21 %) DSV-DXD | 0,85 % (3,80 %) |
| Arrêt de publication des sondages pour le premier tour (11 juin 2022).                                                 |                   |             |                 |                   |                   |                   |                   |                 |            |                 |                                     |                   |                 |              |                   |                 |       |                 |                         |                 |
| Ipsos | 10 juin           | 8 159       | 1 %             | 27 %              | 27 %              | 27 %              | 27 %              | 3 %             | 2,5 %      | 0,5 %           | 28 %                                | 11 %              | 11 %            | 1 %          | 19 %              | 5,5 %           | –     | –               | –                       | 1 %             |
| Harris Interactive | 8-10 juin         | 2 424       | 1 %             | 26 %              | 26 %              | 26 %              | 26 %              | 4 %             | –          | 1 %             | 26 %                                | 10 %              | 1 %             | 2 %          | 20 %              | 6 %             | 2 %   | –               | –                       | 1 %             |
| Ipsos | 8-9 juin          | 1 881       | 1 %             | 27 %              | 27 %              | 27 %              | 27 %              | 3 %             | 2,5 %      | 0,5 %           | 28 %                                | 11,5 %            | 11,5 %          | –            | 19,5 %            | 5 %             | –     | –               | 1 % DSV                 | 1 %             |
| Ifop | 8-9 juin          | 1 831       | 1 %             | 26,5 %            | 26,5 %            | 26,5 %            | 26,5 %            | 3,5 %           | –          | –               | 26 %                                | 10 %              | 2 %             | 1,5 %        | 19 %              | 5,5 %           | –     | –               | –                       | 5 %             |
| Elabe | 8-9 juin          | 2 000       | 1,5 %           | 26,5 %            | 26,5 %            | 26,5 %            | 26,5 %            | 3 %             | –          | –               | 27 %                                | 11 %              | 1 %             | –            | 19,5 %            | 4,5 %           | –     | –               | 1,5 % DSV-EXD           | 4,5 %           |
| Cluster17 | 7-9 juin          | 2 484       | 0,5 %           | 29,5 %            | 29,5 %            | 29,5 %            | 29,5 %            | 2,5%            | –          | –               | 26%                                 | 10,5 %            | 10,5 %          | 1,5 %        | 17,5 %            | 5,5 %           | 1,5 % | 1 %             | 1 % LMR                 | 3 %             |
| OpinionWay | 5-8 juin          | 3 232       | 1 %             | 25 %              | 25 %              | 25 %              | 25 %              | 3 %             | 1 %        | –               | 28 %                                | 11 %              | 1 %             | 1 %          | 18 %              | 6 %             | 2 %   | –               | –                       | 3 %             |
| YouGov | 1-8 juin          | 3 568       | 2 %             | 25 %              | 25 %              | 25 %              | 25 %              | –               | –          | –               | 26 %                                | 9 %               | –               | 1 %          | 21 %              | 8 %             | 1 %   | –               | –                       | 7 %             |
| Ipsos | 6-7 juin          | 2 000       | 1,5%            | 28 %              | 28 %              | 28 %              | 28 %              | 2,5 %           | 2,5 %      | 0,5 %           | 27 %                                | 11 %              | 11 %            | 1 %          | 19,5 %            | 6 %             | –     | –               | –                       | 1%              |
| Ipsos | 3-6 juin          | 11 247      | 1 %             | 27,5 %            | 27,5 %            | 27,5 %            | 27,5 %            | 2 %             | 2,5 %      | 0,5 %           | 28 %                                | 11 %              | 11 %            | 1 %          | 20 %              | 5,5 %           | –     | –               | –                       | 1 %             |
| Ifop | 3-6 juin          | 1 840       | 1 %             | 26 %              | 26 %              | 26 %              | 26 %              | 3,5 %           | –          | –               | 25 %                                | 11 %              | 2 %             | 1 %          | 21 %              | 5 %             | –     | –               | –                       | 4,5 %           |
| Harris Interactive | 3-6 juin          | 2 355       | 2 %             | 24 %              | 24 %              | 24 %              | 24 %              | 5 %             | –          | 1 %             | 26 %                                | 10 %              | 1 %             | 2 %          | 20 %              | 6 %             | 2 %   | –               | –                       | 1 %             |
| Premier tour à l'étranger et en Polynésie française (5 juin 2022).                                                     |                   |             |                 |                   |                   |                   |                   |                 |            |                 |                                     |                   |                 |              |                   |                 |       |                 |                         |                 |
| Cluster17 | 30 mai - 1er juin | 2 586       | 1 %             | 31 %              | 31 %              | 31 %              | 31 %              | –               | –          | –               | 27%                                 | 10 %              | 10 %            | 2 %          | 19 %              | 5 %             | 1,5 % | 1,5 %           | 0,5 % LMR               | 2,5 %           |
| Elabe | 30 mai - 1er juin | 2 000       | 1,5 %           | 25 %              | 25 %              | 25 %              | 25 %              | 2,5 %           | –          | –               | 24,5 %                              | 12,5 %            | 1,5 %           | –            | 22 %              | 4,5 %           | –     | –               | 1,5 % DSV-EXD           | 4,5 %           |
| OpinionWay | 28 - 31 mai       | 3 008       | 1 %             | 26 %              | 26 %              | 26 %              | 26 %              | 2 %             | 2 %        | –               | 27 %                                | 11 %              | 1 %             | 1 %          | 20 %              | 6 %             | 1 %   | –               | –                       | 2 %             |
| Début de la campagne électorale officielle en vue du premier tour (30 mai 2022).                                       |                   |             |                 |                   |                   |                   |                   |                 |            |                 |                                     |                   |                 |              |                   |                 |       |                 |                         |                 |
| Harris Interactive | 27-30 mai         | 2 371       | 2 %             | 24 %              | 24 %              | 24 %              | 24 %              | 4 %             | –          | 1 %             | 27 %                                | 9 %               | 1 %             | 1 %          | 21 %              | 7 %             | 2 %   | –               | –                       | 1 %             |
| Ifop | 25-28 mai         | 1 796       | 1 %             | 25 %              | 25 %              | 25 %              | 25 %              | 4 %             | –          | –               | 27 %                                | 10 %              | 1 %             | 2 %          | 21 %              | 6 %             | –     | –               | –                       | 3 %             |
| Cluster17 | 24-26 mai         | 2 489       | 0,5 %           | 30 %              | 30 %              | 30 %              | 30 %              | –               | –          | –               | 26 %                                | 10,5 %            | 10,5 %          | 1,5 %        | 19 %              | 6 %             | 2 %   | 0,5 %           | 0,5 % LMR               | 3,5 %           |
| OpinionWay | 19-24 mai         | 2 845       | 2 %             | 25 %              | 25 %              | 25 %              | 25 %              | 3 %             | 2 %        | –               | 26 %                                | 11 %              | –               | 3 %          | 21 %              | 5 %             | 2 %   | –               | –                       | –               |
| Harris Interactive | 20-23 mai         | 2 331       | 3 %             | 28 %              | 28 %              | 28 %              | 28 %              | –               | –          | –               | 26 %                                | 9 %               | 9 %             | 2 %          | 21 %              | 7 %             | –     | –               | –                       | 4 %             |
| Cluster17 | 17-19 mai         | 2 950       | 0,5 %           | 31 %              | 31 %              | 31 %              | 31 %              | –               | –          | –               | 26 %                                | 9 %               | 9 %             | 2 %          | 20 %              | 5,5 %           | 1 %   | 1,5 %           | 0,5 % LMR               | 3 %             |
| Ipsos | 16-19 mai         | 11 427      | 1 %             | 27 %              | 27 %              | 27 %              | 27 %              | 3 %             | –          | –               | 28 %                                | 9 %               | 1 %             | 1 %          | 21 %              | 6 %             | –     | –               | –                       | 3 %             |
| Elabe | 16-18 mai         | 1 668       | 2 %             | 27,5 %            | 27,5 %            | 27,5 %            | 27,5 %            | –               | –          | –               | 27 %                                | 10 %              | 10 %            | 1 %          | 21,5 %            | 5 %             | –     | –               | –                       | 6 %             |
| OpinionWay | 14-18 mai         | 3 022       | 2 %             | 24 %              | 24 %              | 24 %              | 24 %              | 3 %             | 2 %        | –               | 27 %                                | 11 %              | –               | 2 %          | 22 %              | 5 %             | 2 %   | –               | –                       | –               |
| Élisabeth Borne est nommée à la fonction de Premier ministre, à la suite de la démission de Jean Castex (16 mai 2022). |                   |             |                 |                   |                   |                   |                   |                 |            |                 |                                     |                   |                 |              |                   |                 |       |                 |                         |                 |
| Ifop | 13-16 mai         | 1 884       | 1,5 %           | 27 %              | 27 %              | 27 %              | 27 %              | –               | –          | –               | 26 %                                | 11 %              | –               | 2,5 %        | 23 %              | 6 %             | –     | –               | –                       | 3 %             |
| Ifop | 13-16 mai         | 1 884       | 1 %             | 2 %               | 16 %              | 7 %               | 6 %               | –               | –          | –               | 26 %                                | 10 %              | –               | 2 %          | 22 %              | 7 %             | –     | –               | –                       | 1 %             |
| Harris Interactive | 13-16 mai         | 2 393       | 3 %             | 29 %              | 29 %              | 29 %              | 29 %              | –               | –          | –               | 26 %                                | 10 %              | 10 %            | 1 %          | 23 %              | 5 %             | –     | –               | –                       | 3 %             |
| Cluster17 | 10-12 mai         | 2 925       | 1 %             | 31 %              | 31 %              | 31 %              | 31 %              | –               | –          | –               | 27 %                                | 9,5 %             | 9,5 %           | 2 %          | 19 %              | 5,5 %           | –     | 1 %             | –                       | 4 %             |
| Ifop | 6-9 mai           | 1 691       | 1,5 %           | 28 %              | 28 %              | 28 %              | 28 %              | –               | –          | –               | 27 %                                | 11 %              | –               | 2 %          | 22 %              | 6,5 %           | –     | –               | –                       | 2 %             |
| Ifop | 6-9 mai           | 1 691       | 1 %             | 2 %               | 18 %              | 6,5 %             | 5,5 %             | –               | –          | –               | 26 %                                | 11 %              | –               | 2 %          | 21 %              | 6 %             | –     | –               | –                       | 1 %             |
| Harris Interactive | 6-9 mai           | 2 406       | 3 %             | 28 %              | 28 %              | 28 %              | 28 %              | –               | –          | –               | 26 %                                | 9 %               | 9 %             | 1 %          | 24 %              | 6 %             | –     | –               | –                       | 3 %             |
| OpinionWay | 5-9 mai           | 3 077       | 2 %             | 23 %              | 23 %              | 23 %              | 23 %              | 3 %             | 2 %        | –               | 26 %                                | 12 %              | –               | 2 %          | 23 %              | 5 %             | 2 %   | –               | –                       | –               |
| LREM, le MoDem, Horizons et Agir forment la coalition Ensemble (5 mai 2022).                                           |                   |             |                 |                   |                   |                   |                   |                 |            |                 |                                     |                   |                 |              |                   |                 |       |                 |                         |                 |
| Cluster17 | 3-5 mai           | 3 619       | 1 %             | 34 %              | 34 %              | 34 %              | 34 %              | 34 %            | –          | –               | 24,5 %                              | 8,5 %             | 8,5 %           | 1,5 %        | 19,5 %            | 5 %             | –     | 2 %             | –                       | 4 %             |
| LFI, EÉLV, le PCF et le PS forment la coalition NUPES (2-5 mai 2022).                                                  |                   |             |                 |                   |                   |                   |                   |                 |            |                 |                                     |                   |                 |              |                   |                 |       |                 |                         |                 |
| Harris Interactive | 29 avril - 2 mai  | 2 366       | 2 %             | 2 %               | 19 %              | 7 %               | 7 %               | 7 %             | –          | –               | 24 %                                | 8 %               | 8 %             | 1 %          | 23 %              | 6 %             | –     | –               | –                       | 1 %             |
| Harris Interactive | 29 avril - 2 mai  | 2 366       | 2 %             | 33 %              | 33 %              | 33 %              | 33 %              | –               | –          | –               | 33 %                                | 33 %              | –               | 30 %         | 30 %              | 30 %            | –     | –               | –                       | 2 %             |
| Cluster17 | 27-28 avril       | 2 714       | 1 %             | 2 %               | 20 %              | 7,5 %             | 5,5 %             | 5,5 %           | –          | –               | 24 %                                | 7,5 %             | 7,5 %           | 2 %          | 21 %              | 6 %             | –     | 1 %             | –                       | 2,5 %           |
| Cluster17 | 27-28 avril       | 2 714       | 1,5 %           | 27 %              | 27 %              | 27 %              | 7 %               | 7 %             | –          | –               | 23 %                                | 9 %               | 9 %             | 2 %          | 21 %              | 6,5 %           | –     | 1 %             | –                       | 2 %             |
| Cluster17 | 27-28 avril       | 2 714       | 1 %             | 34 %              | 34 %              | 34 %              | 34 %              | 34 %            | –          | –               | 24 %                                | 9,5 %             | 9,5 %           | 3 %          | 24 %              | 24 %            | –     | 1,5 %           | –                       | 3 %             |
| Harris Interactive | 24-25 avril       | 2 343       | 1 %             | 3 %               | 19 %              | 8 %               | 5 %               | 5 %             | –          | –               | 24 %                                | 8 %               | 8 %             | 1 %          | 23 %              | 7 %             | –     | –               | –                       | 1 %             |
| Harris Interactive | 24-25 avril       | 2 343       | 2 %             | 33 %              | 33 %              | 33 %              | 33 %              | –               | –          | –               | 33 %                                | 33 %              | –               | 31 %         | 31 %              | 31 %            | –     | –               | –                       | 1 %             |

## Projections en sièges
Le scrutin uninominal majoritaire à deux tours rend difficiles les projections en sièges. 577 sièges sont à pourvoir, la majorité absolue est de 289 sièges.
Pour des raisons techniques, il est temporairement impossible d'afficher le graphique qui aurait dû être présenté ici.

| Sondeur | Date              | Échantillon | NUPES           | NUPES           | NUPES           | NUPES           | DVG-FGR     | DVC       | Ensemble (LREM-MoDem-Horizons-Agir) | UDC (LR-UDI) | DVD        | UPF (DLF-LP) | RN        | REC       | EXD       | DIV         |
| --- | ----------------- | ----------- | --------------- | --------------- | --------------- | --------------- | ----------- | --------- | ----------------------------------- | ------------ | ---------- | ------------ | --------- | --------- | --------- | ----------- |
| Sondeur | Date              | Échantillon |                 |                 |                 |                 | DVG-FGR     | DVC       | Ensemble (LREM-MoDem-Horizons-Agir) | UDC (LR-UDI) | DVD        | UPF (DLF-LP) | RN        | REC       | EXD       | DIV         |
| Sondeur | Date              | Échantillon | PCF             | LFI             | EELV            | PS              | DVG-FGR     | DVC       | Ensemble (LREM-MoDem-Horizons-Agir) | UDC (LR-UDI) | DVD        | UPF (DLF-LP) | RN        | REC       | EXD       | DIV         |
| Sondeur | Date              | Échantillon |                 |                 |                 |                 |             |           |                                     |              |            |              |           |           |           |             |
| Résultats : décompte officiel (décompte du Monde) (Composition des groupes à l'ouverture de l'Assemblée nationale)     | 20 juin 2022      | 20 695 734  | 131 (142) (151) | 131 (142) (151) | 131 (142) (151) | 131 (142) (151) | 22 (13) (-) | 4 (5) (-) | 245 (246) (250)                     | 64 (64) (62) | 10 (9) (-) | 1 (–) (-)    | 89 (89)   | 0 (0) (-) | 0 (2) (-) | 11 (7) (25) |
| Cluster17 | 17 juin           |             | 170 - 220       | 170 - 220       | 170 - 220       | 170 - 220       | 7 - 10      | 3 - 5     | 230 - 290                           | 65 - 75      | 3 - 5      | –            | 40 - 60   | –         | –         | 4 - 7       |
| Ifop | 16-17 juin        | 1 399       | 160 - 190       | 160 - 190       | 160 - 190       | 160 - 190       | 5 - 10      | –         | 270 - 300                           | 50 - 70      | 6 - 8      | –            | 25 - 45   | –         | –         | 5 - 9       |
| Ipsos | 15-16 juin        | 1 991       | 140 - 180       | 140 - 180       | 140 - 180       | 140 - 180       | 12 - 24     | 2 - 4     | 265 - 305                           | 60 - 80      | –          | –            | 20 - 50   | –         | –         | 5 - 10      |
| Elabe | 15-16 juin        | 1 801       | 150 - 200       | 150 - 200       | 150 - 200       | 150 - 200       | 8 - 12      | 3 - 5     | 255 - 295                           | 55 - 75      | 2 - 4      | –            | 30 - 50   | –         | 1 - 2     | 5 - 9       |
| OpinionWay | 14-16 juin        | 2 339       | 165 - 210       | 165 - 210       | 165 - 210       | 165 - 210       | –           | –         | 275 - 305                           | 60 - 75      | –          | –            | 20 - 40   | –         | –         | 7 - 13      |
| Ifop | 14-15 juin        | 1 508       | 180 - 210       | 180 - 210       | 180 - 210       | 180 - 210       | 3 - 7       | –         | 265 - 300                           | 40 - 65      | 2 - 6      | –            | 20 - 40   | –         | –         | 3 - 7       |
| Odoxa | 14-15 juin        | 2 005       | 179 - 225       | 179 - 225       | 179 - 225       | 179 - 225       | 3 - 7       | –         | 252 - 292                           | 42 - 62      | 2 - 8      | –            | 25 - 49   | –         | –         | 2 - 6       |
| Harris Interactive | 12 juin           | 7 248       | 161 - 219       | 161 - 219       | 161 - 219       | 161 - 219       | 2 - 8       | 0 - 1     | 257 - 297                           | 45 - 65      | 3 - 8      | 0 - 1        | 23 - 45   | –         | –         | 5 - 10      |
| Arrêt de publication des sondages pour le premier tour (11 juin 2022).                                                 |                   |             |                 |                 |                 |                 |             |           |                                     |              |            |              |           |           |           |             |
| Ipsos | 10 juin           | 8 159       | 155 - 190       | 155 - 190       | 155 - 190       | 155 - 190       | 18 - 30     | –         | 275 - 315                           | 30 - 55      | 30 - 55    | –            | 20 - 45   | –         |           | 5 - 10      |
| Harris Interactive | 8-10 juin         | 2 424       | 145 - 203       | 145 - 203       | 145 - 203       | 145 - 203       | 4 - 12      | 0 - 2     | 265 - 305                           | 38 - 58      | 3 - 8      | 0 - 1        | 25 - 48   | 0 - 3     | 0 - 1     | 5 - 10      |
| Ipsos | 8-9 juin          | 1 881       | 155 - 195       | 155 - 195       | 155 - 195       | 155 - 195       | 12 - 20     | –         | 275 - 315                           | 30 - 60      | –          | –            | 20 - 50   | –         | –         | 5 - 10      |
| Ifop | 8-9 juin          | 1 831       | 180 - 210       | 180 - 210       | 180 - 210       | 180 - 210       | 8 - 12      | –         | 270 - 305                           | 40 - 55      | –          | –            | 15 - 35   | 0 - 2     | –         | 8 - 14      |
| Elabe | 8-9 juin          | 2 000       | 165 - 190       | 165 - 190       | 165 - 190       | 165 - 190       | –           | –         | 280 - 320                           | 40 - 60      | –          | –            | 25 - 50   | –         | –         | 10 - 15     |
| OpinionWay | 5-8 juin          | 3 232       | 160 - 190       | 160 - 190       | 160 - 190       | 160 - 190       | –           | –         | 290 - 330                           | 50 - 70      | –          | –            | 13 - 33   | –         | –         | 6 - 11      |
| Ipsos | 6-7 juin          | 2 000       | 175 - 215       | 175 - 215       | 175 - 215       | 175 - 215       | 10 - 18     | –         | 260 - 300                           | 35 - 55      | 35 - 55    | –            | 20 - 60   | –         | –         | 5 - 10      |
| Ipsos | 3-6 juin          | 11 247      | 160 - 200       | 160 - 200       | 160 - 200       | 160 - 200       | 8 - 18      | –         | 275 - 315                           | 30 - 55      | 30 - 55    | –            | 20 - 55   | –         | –         | 8 - 18      |
| Ifop | 3-6 juin          | 1 840       | 195 - 230       | 195 - 230       | 195 - 230       | 195 - 230       | 4 - 8       | –         | 250 - 290                           | 40 - 55      | –          | –            | 20 - 45   | 0 - 2     | –         | 6 - 12      |
| Harris Interactive | 3-6 juin          | 2 355       | 120 - 184       | 120 - 184       | 120 - 184       | 120 - 184       | –           | 0 - 2     | 285 - 335                           | 38 - 58      | 3 - 8      | 0 - 1        | 30 - 50   | 0 - 3     | 0 - 1     | 3 - 7       |
| Premier tour à l'étranger et en Polynésie française (5 juin 2022).                                                     |                   |             |                 |                 |                 |                 |             |           |                                     |              |            |              |           |           |           |             |
| Elabe | 30 mai - 1er juin | 2 000       | 155 - 180       | 155 - 180       | 155 - 180       | 155 - 180       | –           | –         | 275 - 315                           | 40 - 65      | –          | –            | 35 - 65   | –         | –         | 10 - 15     |
| OpinionWay | 28 - 31 mai       | 3 008       | 160 - 190       | 160 - 190       | 160 - 190       | 160 - 190       | 160 - 190   | –         | 290 - 330                           | 50 - 70      | –          | –            | 13 - 33   | 0 - 2     | –         | 6 - 11      |
| Début de la campagne électorale officielle en vue du premier tour (30 mai 2022).                                       |                   |             |                 |                 |                 |                 |             |           |                                     |              |            |              |           |           |           |             |
| Harris Interactive | 27-30 mai         | 2 371       | 96 - 160        | 96 - 160        | 96 - 160        | 96 - 160        | 0 - 6       | 0 - 1     | 300 - 350                           | 35 - 55      | 3 - 8      | 0 - 1        | 35 - 55   | 0 - 3     | 0 - 1     | 3 - 7       |
| Ifop | 25-28 mai         | 1 796       | 170 - 205       | 170 - 205       | 170 - 205       | 170 - 205       | 5 - 10      | –         | 275 - 310                           | 35 - 55      | –          | –            | 20 - 50   | 1 - 4     | –         | 8 - 15      |
| OpinionWay | 19-24 mai         | 2 845       | 155 - 185       | 155 - 185       | 155 - 185       | 155 - 185       | –           | –         | 295 - 335                           | 50 - 70      | –          | –            | 14 - 34   | –         | –         | 6 - 11      |
| Harris Interactive | 20-23 mai         | 2 331       | 9 - 16          | 60 - 86         | 20 - 35         | 18 - 34         | –           | –         | 295 - 345                           | 32 - 52      | 32 - 52    | 0 - 1        | 42 - 68   | 0 - 3     | –         | 3 - 7       |
| Ipsos | 16-19 mai         | 11 427      | 165 - 195       | 165 - 195       | 165 - 195       | 165 - 195       | –           | –         | 290 - 330                           | 35 - 65      | –          | –            | 20 - 45   | –         | –         | 5 - 10      |
| Elabe | 16-18 mai         | 1 668       | 160 - 185       | 160 - 185       | 160 - 185       | 160 - 185       | –           | –         | 290 - 330                           | 25 - 50      | 25 - 50    | –            | 35 - 65   | –         | –         | 5 - 15      |
| OpinionWay | 14-18 mai         | 3 022       | 140 - 170       | 140 - 170       | 140 - 170       | 140 - 170       | –           | –         | 310 - 350                           | 50 - 70      | –          | –            | 15 - 35   | –         | –         | 5 - 10      |
| Élisabeth Borne est nommée à la fonction de Premier ministre, à la suite de la démission de Jean Castex (16 mai 2022). |                   |             |                 |                 |                 |                 |             |           |                                     |              |            |              |           |           |           |             |
| Harris Interactive | 13-16 mai         | 2 393       | 8 - 15          | 62 - 88         | 20 - 35         | 18 - 34         | –           | –         | 300 - 350                           | 35 - 55      | 35 - 55    | 0 - 1        | 48 - 75   | 0 - 2     | –         | 3 - 7       |
| Harris Interactive | 6-9 mai           | 2 406       | 8 - 15          | 60 - 85         | 20 - 35         | 17 - 33         | –           | –         | 300 - 350                           | 30 - 48      | 30 - 48    | 0 - 1        | 52 - 80   | 0 - 2     | –         | 3 - 7       |
| OpinionWay | 5-9 mai           | 3 077       | 135 - 165       | 135 - 165       | 135 - 165       | 135 - 165       | –           | –         | 310 - 350                           | 50 - 70      | –          | –            | 20 - 40   | –         | –         | 5 - 10      |
| LREM, le MoDem, Horizons et Agir forment la coalition Ensemble (5 mai 2022).                                           |                   |             |                 |                 |                 |                 |             |           |                                     |              |            |              |           |           |           |             |
| LFI, EÉLV, le PCF et le PS forment la coalition NUPES (2-5 mai 2022).                                                  |                   |             |                 |                 |                 |                 |             |           |                                     |              |            |              |           |           |           |             |
| Harris Interactive | 29 avril - 2 mai  | 2 366       | 5 - 10          | 25 - 45         | 1 - 5           | 20 - 40         | 20 - 40     | –         | 338 - 378                           | 35 - 65      | 35 - 65    | –            | 65 - 95   | –         | –         | 3 - 7       |
| Harris Interactive | 29 avril - 2 mai  | 2 366       | 70 - 90         | 70 - 90         | 70 - 90         | 70 - 90         | –           | –         | 336 - 376                           | 336 - 376    | –          | 110 - 140    | 110 - 140 | 110 - 140 | –         | 3 - 7       |
| Harris Interactive | 24-25 avril       | 2 343       | 5 - 10          | 25 - 45         | 1 - 5           | 20 - 40         | 20 - 40     | –         | 328 - 368                           | 35 - 65      | 35 - 65    | –            | 75 - 105  | –         | –         | 3 - 7       |
| Harris Interactive | 24-25 avril       | 2 343       | 73 - 93         | 73 - 93         | 73 - 93         | 73 - 93         | –           | –         | 326 - 366                           | 326 - 366    | –          | 117 - 147    | 117 - 147 | 117 - 147 | –         | 3 - 7       |

## Intentions de vote par critères géographiques

### Par circonscription législative

#### 5ecirconscription de l'Ain
Premier tour
| Sondeur   | Date         | Échantillon | LO     | LFI (NUPES) | DVG    | SE (Ensemble) | LR (UDC) | LMR    | LP (UPF) | RN       | REC             | DIV    |
| Sondeur   | Date         | Échantillon | Crozet | Pisani      | Boulmé | Abad          | Martinez | Paris  | Fabris   | Nambotin | Tournier-Billon | Yilmaz |
| --------- | ------------ | ----------- | ------ | ----------- | ------ | ------------- | -------- | ------ | -------- | -------- | --------------- | ------ |
| Sondeur   | Date         | Échantillon |        |             |        |               |          |        |          |          |                 |        |
| Résultats | 12 juin 2022 | 36 048      | 1,15 % | 23,54 %     | 0,78 % | 33,38 %       | 9,93 %   | 2,58 % | 1,21 %   | 19,72 %  | 5,75 %          | 1,95 % |
| Ifop      | 1-6 juin     | 603         | 1,5 %  | 22 %        | 3 %    | 39 %          | 9,5 %    | 2 %    | 0 %      | 14 %     | 7 %             | 2 %    |

Second tour
| Sondeur   | Date         | Échantillon | LFI (NUPES) | SE (Ensemble) | RN       |
| Sondeur   | Date         | Échantillon | Pisani      | Abad          | Nambotin |
| --------- | ------------ | ----------- | ----------- | ------------- | -------- |
| Sondeur   | Date         | Échantillon |             |               |          |
| Résultats | 19 juin 2022 | 30 569      | 42,14 %     | 57,86 %       | –        |
| Ifop      | 1-6 juin     | 603         | 37 %        | 63 %          | –        |
| Ifop      | 1-6 juin     | 603         | –           | 71 %          | 29 %     |

#### 6ecirconscription du Calvados
Premier tour
| Sondeur   | Date          | Échantillon | LO      | LFI (NUPES) | PRG    | DVG    | LREM (Ensemble) | LC (UDC) | DLF (UPF) | RN      | REC    | PA      | DIV    |
| Sondeur   | Date          | Échantillon | Georget | Gauchard    | Mbelo  | Saad   | Borne           | Lahalle  | Guettier  | Roy     | Dupont | Battail | Ormain |
| --------- | ------------- | ----------- | ------- | ----------- | ------ | ------ | --------------- | -------- | --------- | ------- | ------ | ------- | ------ |
| Sondeur   | Date          | Échantillon |         |             |        |        |                 |          |           |         |        |         |        |
| Résultats | 12 juin 2022  | 48 051      | 1,14 %  | 24,53 %     | 1,85 % | 1,01 % | 34,52 %         | 7,23 %   | 2,49 %    | 21,74 % | 2,79 % | 1,40 %  | 1,50 % |
| Ifop      | 31 mai-4 juin | 602         | 0,5 %   | 26 %        | 3 %    | 2,5 %  | 39 %            | 6 %      | 1,5 %     | 15 %    | 3,5 %  | 2 %     | 1 %    |

Second tour
| Sondeur   | Date          | Échantillon | LFI (NUPES) | LREM (Ensemble) | RN   |
| Sondeur   | Date          | Échantillon | Gauchard    | Borne           | Roy  |
| --------- | ------------- | ----------- | ----------- | --------------- | ---- |
| Sondeur   | Date          | Échantillon |             |                 |      |
| Résultats | 19 juin 2022  | 44 608      | 47,54 %     | 52,46 %         | –    |
| Ifop      | 31 mai-4 juin | 602         | 42 %        | 58 %            | –    |
| Ifop      | 31 mai-4 juin | 602         | –           | 65 %            | 35 % |

#### 3ecirconscription de l'Eure
Premier tour
| Sondeur                        | Date         | Échantillon | LFI (NUPES) | LREM (Ensemble)     | LC (UDC)   | RN       |
| Sondeur                        | Date         | Échantillon | Le Pêcheur  | Tamarelle-Verhaeghe | Elexhauser | Mauvieux |
| ------------------------------ | ------------ | ----------- | ----------- | ------------------- | ---------- | -------- |
| Sondeur                        | Date         | Échantillon |             |                     |            |          |
| Résultats                      | 12 juin 2022 | 42 478      | 19,13 %     | 23,18 %             | 16,33 %    | 31,72 %  |
| Opinionway (commandé par LREM) | 12-16 mai    | 602         | NC          | 25 %                | 30 %       | 23 %     |

#### 3ecirconscription de la Haute-Garonne
Premier tour
| Sondeur               | Date           | Échantillon | EXG    | PCF | LFI     | PS     | EELV | LREM (Ensemble) | LR       | RN     | REC    |
| Sondeur               | Date           | Échantillon |        |     | Roby    | Ginsty |      | Vignon          | Arribagé |        |        |
| --------------------- | -------------- | ----------- | ------ | --- | ------- | ------ | ---- | --------------- | -------- | ------ | ------ |
| Sondeur               | Date           | Échantillon |        |     |         |        |      |                 |          |        |        |
| Résultats             | 12 juin 2022   | 46 505      | 0,58 % | –   | 31,60 % | –      | –    | 29,27 %         | 16,10 %  | 8,77 % | 4,90 % |
| BVA (commandé par LR) | 26 avril-3 mai | 606         | 2 %    | 2 % | 17 %    | 4 %    | 12 % | 26 %            | 24 %     | 7 %    | 6 %    |

#### 7ecirconscription de l'Isère
Premier tour
| Sondeur                | Date         | Échantillon | PCF (NUPES) | LREM (Ensemble) | LR (UDC) | RN           |
| Sondeur                | Date         | Échantillon | Dichard     | Pruvost         | Neuder   | Moulin-Comte |
| ---------------------- | ------------ | ----------- | ----------- | --------------- | -------- | ------------ |
| Sondeur                | Date         | Échantillon |             |                 |          |              |
| Résultats              | 12 juin 2022 | 46 271      | 20,95 %     | 19,79 %         | 24,84 %  | 23,63 %      |
| Ifop (commandé par LR) | 12-17 mai    | 600         | 26 %        | 20 %            | 28 %     | 17 %         |

Second tour
| Sondeur                | Date         | Échantillon | PCF (NUPES) | LREM (Ensemble) | LR (UDC) | RN           |
| Sondeur                | Date         | Échantillon | Dichard     | Pruvost         | Neuder   | Moulin-Comte |
| ---------------------- | ------------ | ----------- | ----------- | --------------- | -------- | ------------ |
| Sondeur                | Date         | Échantillon |             |                 |          |              |
| Résultats              | 19 juin 2022 | 39 733      | –           | –               | 59,59 %  | 40,41 %      |
| Ifop (commandé par LR) | 600          | 12-17 mai   |             |                 |          |              |
| Ifop (commandé par LR) | 600          | 12-17 mai   | 36 %        | –               | 64 %     | –            |
| Ifop (commandé par LR) | 600          | 12-17 mai   | –           | 44 %            | 56 %     | –            |
| Ifop (commandé par LR) | 600          | 12-17 mai   | –           | –               | 70 %     | 30 %         |

#### 1recirconscription de la Loire
Premier tour
| Sondeur   | Date         | Échantillon | LO       | NUPES   | NUPES   | PRG    | LREM (Ensemble) | UDC    | DVD            | RN      | REC     |
| Sondeur   | Date         | Échantillon | LO       | EÉLV    | PS      | PRG    | LREM (Ensemble) | UDC    | DVD            | RN      | REC     |
| Sondeur   | Date         | Échantillon | Brossard | Copin   | Courbon |        | Bataillon       |        | Perrin-Patural | Beraud  | Dussard |
| --------- | ------------ | ----------- | -------- | ------- | ------- | ------ | --------------- | ------ | -------------- | ------- | ------- |
| Sondeur   | Date         | Échantillon |          |         |         |        |                 |        |                |         |         |
| Résultats | 12 juin 2022 | 29 057      | 0,64 %   | 22,60 % | 21,92 % | 0,92 % | 23,50 %         | 4,49 % | 1,15 %         | 18,13 % | 4,88 %  |
| Viavoice  | 11-15 mai    | 990         | 2 %      | 20 %    | 25 %    | 0 %    | 24 %            | 5 %    | 2 %            | 17 %    | 6 %     |
| Viavoice  | 11-15 mai    | 990         | 2 %      | 33 %    | —       | 1 %    | 31 %            | 6 %    | 3 %            | 17 %    | 7 %     |
| Viavoice  | 11-15 mai    | 990         | 2 %      | —       | 40 %    | 1 %    | 27 %            | 6 %    | 2 %            | 16 %    | 7 %     |

Second tour
| Sondeur   | Date         | Échantillon | NUPES   | NUPES   | LREM (Ensemble) |
| Sondeur   | Date         | Échantillon | EÉLV    | PS      | LREM (Ensemble) |
| Sondeur   | Date         | Échantillon | Copin   | Courbon | Bataillon       |
| --------- | ------------ | ----------- | ------- | ------- | --------------- |
| Sondeur   | Date         | Échantillon |         |         |                 |
| Résultats | 19 juin 2022 | 25 397      | 47,90 % | —       | 52,10 %         |
| Viavoice  | 11-15 mai    | 990         | 46 %    | —       | 54 %            |
| Viavoice  | 11-15 mai    | 990         | —       | 56 %    | 44 %            |

#### 4ecirconscription du Loiret
Premier tour
| Sondeur   | Date         | Échantillon | PCF (NUPES) | PA     | LREM (Ensemble) | LR (UDC) | LMR    | RN      | REC       | DIV    |
| Sondeur   | Date         | Échantillon | Nottin      | Isoard | Blanquer        | Lévy     | Moreau | Ménagé  | Cuignache | Rohaut |
| --------- | ------------ | ----------- | ----------- | ------ | --------------- | -------- | ------ | ------- | --------- | ------ |
| Sondeur   | Date         | Échantillon |             |        |                 |          |        |         |           |        |
| Résultats | 12 juin 2022 | 35 753      | 19,43 %     | 1,22 % | 18,89 %         | 14,34 %  | 4,84 % | 31,45 % | 3,34 %    | 3,37 % |
| Ifop      | 19-24 mai    | 600         | 22 %        | 2 %    | 23 %            | 12 %     | 4 %    | 28 %    | 4 %       | 2 %    |

Second tour
| Sondeur   | Date         | Échantillon | PCF (NUPES) | LREM (Ensemble) | RN      |
| Sondeur   | Date         | Échantillon | Nottin      | Blanquer        | Ménagé  |
| --------- | ------------ | ----------- | ----------- | --------------- | ------- |
| Sondeur   | Date         | Échantillon |             |                 |         |
| Résultats | 19 juin 2022 | 30 124      | 36,64 %     | –               | 63,36 % |
| Ifop      | 19-24 mai    | 600         | –           | 50 %            | 50 %    |
| Ifop      | 19-24 mai    | 600         | 48 %        | –               | 52 %    |

#### 5ecirconscription du Nord
Premier tour
| Sondeur                | Date         | Échantillon | PCF     | LFI     | LFI      | PS    | EELV    | LREM (Ensemble) | LR      | RN      | REC    |
| Sondeur                | Date         | Échantillon | Corbeau | Caplier | Delneste | Leroy | Brohard | Cauderlier      | Huyghe  | Catteau | Sion   |
| ---------------------- | ------------ | ----------- | ------- | ------- | -------- | ----- | ------- | --------------- | ------- | ------- | ------ |
| Sondeur                | Date         | Échantillon |         |         |          |       |         |                 |         |         |        |
| Résultats              | 12 juin 2022 | 48 900      | –       | –       | 24,98 %  | –     | –       | 24,56 %         | 17,51 % | 24,97 % | 2,45 % |
| Ifop (commandé par LR) | 1-2 avril    | 652         | 3 %     | 9 %     | –        | 7 %   | 10 %    | 18 %            | 28 %    | 13 %    | 7 %    |

#### 9ecirconscription du Nord
Premier tour
| Sondeur                        | Date         | Échantillon | LFI           | EELV-PS | LREM (Ensemble) | LREM (Ensemble) | SE    | LR          | RN       | REC    | Divers |
| Sondeur                        | Date         | Échantillon | Van Isterdael |         | Spillebout      | Darmanin        | Petit | Papiachvili | Talpaert |        |        |
| ------------------------------ | ------------ | ----------- | ------------- | ------- | --------------- | --------------- | ----- | ----------- | -------- | ------ | ------ |
| Sondeur                        | Date         | Échantillon |               |         |                 |                 |       |             |          |        |        |
| Résultats                      | 12 juin 2022 | 43 508      | —             | 27,22 % | 31,92 %         | —               | —     | 20,45 %     | 9,63 %   | 4,38 % | 6,4 %  |
| Opinionway (commandé par LREM) | 26-30 mars   | 503         | 11 %          | 15 %    | 27 %            | —               | 9 %   | 19 %        | 9 %      | 5 %    | 5 %    |
| Opinionway (commandé par LREM) | 26-30 mars   | 503         | 11 %          | 13 %    | —               | 33 %            | 8 %   | 16 %        | 9 %      | 5 %    | 5 %    |

#### 10ecirconscription du Nord
Premier tour
| Sondeur                        | Date         | Échantillon | LFI     | EELV-PS | LREM (Ensemble) | Agir (Ensemble) | LR     | RN      | REC    | Divers |
| Sondeur                        | Date         | Échantillon | Cormont |         | Darmanin        | Ledoux          | Hue    | Rosez   |        |        |
| ------------------------------ | ------------ | ----------- | ------- | ------- | --------------- | --------------- | ------ | ------- | ------ | ------ |
| Sondeur                        | Date         | Échantillon |         |         |                 |                 |        |         |        |        |
| Résultats                      | 12 juin 2022 | 30 579      | 23,08 % | —       | 39,08 %         | —               | 3,05 % | 21,94 % | 3,38 % | 9,46 % |
| Opinionway (commandé par LREM) | 26-30 mars   | 500         | 13 %    | 11 %    | 41 %            | —               | 8 %    | 11 %    | 10 %   | 6 %    |
| Opinionway (commandé par LREM) | 26-30 mars   | 500         | 12 %    | 13 %    | —               | 37 %            | 13 %   | 12 %    | 9 %    | 4 %    |

#### 11ecirconscription du Pas-de-Calais
Premier tour
| Sondeur   | Date          | Échantillon | LO     | EÉLV (NUPES) | RS       | PRG     | LREM (Ensemble) | UDI (UDC) | RN      | PA     | UDMF   |
| Sondeur   | Date          | Échantillon | Gai    | Tondelier    | Weinmann | Legrand | Pintus          | Taszarek  | Le Pen  | Caron  | Raïss  |
| --------- | ------------- | ----------- | ------ | ------------ | -------- | ------- | --------------- | --------- | ------- | ------ | ------ |
| Sondeur   | Date          | Échantillon |        |              |          |         |                 |           |         |        |        |
| Résultats | 12 juin 2022  | 39 324      | 1,51 % | 23,43 %      | 0,70 %   | 1,38 %  | 12,32 %         | 3,51 %    | 53,96 % | 1,78 % | 1,41 % |
| Ifop      | 31 mai-4 juin | 600         | 1 %    | 30 %         | 0 %      | 1 %     | 12 %            | 2 %       | 51 %    | 2 %    | 1 %    |

Second tour
| Sondeur   | Date          | Échantillon | EÉLV (NUPES) | LREM (Ensemble) | RN      |
| Sondeur   | Date          | Échantillon | Tondelier    | Pintus          | Le Pen  |
| --------- | ------------- | ----------- | ------------ | --------------- | ------- |
| Sondeur   | Date          | Échantillon |              |                 |         |
| Résultats | 19 juin 2022  | 36 539      | 38,97 %      | —               | 61,03 % |
| Ifop      | 31 mai-4 juin | 600         | 44 %         | —               | 56 %    |
| Ifop      | 31 mai-4 juin | 600         | —            | 37 %            | 63 %    |

#### 7ecirconscription de Paris
Premier tour
| Sondeur   | Date          | Échantillon | LO     | LFI (NUPES) | PRG            | DVG    | ECO      | ECO    | PA      | LREM (Ensemble) | DVC     | LR (UDC) | RN       | REC      | DIV    |
| Sondeur   | Date          | Échantillon | Petit  | Mécary      | Flahaut-Prévot | Mazuel | Chameroy | Moghir | Moulins | Beaune          | Claudio | Véron    | Daguenel | Delétang | Laeng  |
| --------- | ------------- | ----------- | ------ | ----------- | -------------- | ------ | -------- | ------ | ------- | --------------- | ------- | -------- | -------- | -------- | ------ |
| Sondeur   | Date          | Échantillon |        |             |                |        |          |        |         |                 |         |          |          |          |        |
| Résultats | 12 juin 2022  | 39 324      | 0,65 % | 41,40 %     | 2,38 %         | 2,10 % | 1,81 %   | 1,95 % | 1,30 %  | 35,81 %         | 0,07 %  | 5,05 %   | 3,21 %   | 3,80 %   | 0,47 % |
| Ifop      | 31 mai-3 juin | 601         | 0,5 %  | 41 %        | 1,5 %          | 1 %    | 2 %      | 2 %    | 1,5 %   | 36 %            | 0,5 %   | 5 %      | 2 %      | 6 %      | 1 %    |

Second tour
| Sondeur   | Date          | Échantillon | LFI (NUPES) | LREM (Ensemble) |
| Sondeur   | Date          | Échantillon | Mécary      | Beaune          |
| --------- | ------------- | ----------- | ----------- | --------------- |
| Sondeur   | Date          | Échantillon |             |                 |
| Résultats | 19 juin 2022  | 45 174      | 49,27 %     | 50,73 %         |
| Ifop      | 31 mai-3 juin | 601         | 51 %        | 49%             |

#### 4ecirconscription du Var
Premier tour
| Sondeur   | Date         | Échantillon | LFI (NUPES)         | LREM (Ensemble) | LR (UDC) | RN       | REC     | Autres |
| Sondeur   | Date         | Échantillon | Cristofani-Viglione | Mauborgne       | Hamel    | Lottiaux | Zemmour | Autres |
| --------- | ------------ | ----------- | ------------------- | --------------- | -------- | -------- | ------- | ------ |
| Sondeur   | Date         | Échantillon |                     |                 |          |          |         |        |
| Résultats | 12 juin 2022 | 51 681      | 12,87 %             | 28,51 %         | 4,75 %   | 24,74 %  | 23,19 % | 5,95 % |
| Ifop      | 3-8 juin     | 600         | 16 %                | 31 %            | 4 %      | 22 %     | 24 %    | 3 %    |
| Ifop      | 13-18 mai    | 600         | 19 %                | 28 %            | 6 %      | 21 %     | 24 %    | 2 %    |

Second tour
| Sondeur   | Date         | Échantillon | LREM (Ensemble) | RN       | REC     |
| Sondeur   | Date         | Échantillon | Mauborgne       | Lottiaux | Zemmour |
| --------- | ------------ | ----------- | --------------- | -------- | ------- |
| Sondeur   | Date         | Échantillon |                 |          |         |
| Résultats | 19 juin 2022 | 47 679      | 46,35 %         | 53,65 %  | -       |
| Ifop      | 3-8 juin     | 600         | 51 %            | —        | 49 %    |
| Ifop      | 3-8 juin     | 600         | 53 %            | 47 %     | —       |
| Ifop      | 13-18 mai    | 600         | 53 %            | —        | 47 %    |
| Ifop      | 13-18 mai    | 600         | 51 %            | 49 %     | —       |

#### 6ecirconscription de l'Essonne
Second tour
| Sondeur   | Date         | Échantillon | PS (NUPES) | LREM (Ensemble) |
| Sondeur   | Date         | Échantillon | Guedj      | de Montchalin   |
| --------- | ------------ | ----------- | ---------- | --------------- |
| Sondeur   | Date         | Échantillon |            |                 |
| Résultats | 19 juin 2022 | 39 756      | 53.36 %    | 46.64 %         |
| Ifop      | 14 - 16 juin | 601         | 51 %       | 49 %            |

#### 5ecirconscription de La Réunion
Premier tour
| Sondeur   | Date          | Échantillon | EXG    | LFI (NUPES) | PCR    | DVG     | LREM (Ensemble) | DVC           | UDI      | RN            | LP     |
| Sondeur   | Date          | Échantillon | Payet  | Ratenon     | Gauvin | Issa    | Virapoullé      | Settama-Vidon | Fouassin | Brasier-Clain | Dijoux |
| --------- | ------------- | ----------- | ------ | ----------- | ------ | ------- | --------------- | ------------- | -------- | ------------- | ------ |
| Sondeur   | Date          | Échantillon |        |             |        |         |                 |               |          |               |        |
| Résultats | 12 juin 2022  | 25 684      | 2,76 % | 36,38 %     | 1,51 % | 16,69 % | 13,34 %         | 4,66 %        | 14,62 %  | 9,01 %        | 1,04 % |
| Sagis     | 24 mai-3 juin | 500         | 2 %    | 37 %        | 1 %    | 19,5 %  | 10,5 %          | 4,5 %         | 19,5 %   | 5 %           | 1 %    |

#### 6ecirconscription de La Réunion
Premier tour
| Sondeur   | Date          | Échantillon | EXG           | EXG     | C&O             | LO      | PCR     | PLR (NUPES) | PS      | LREM (Ensemble) | LR        | RN     | LP     | REG    |
| Sondeur   | Date          | Échantillon | De Chazournes | Hoareau | Laï-Kane-Cheong | Lombard | Damour  | Maillot     | Orphé   | Leung           | Ramassamy | Legros | Clain  | Fanfan |
| --------- | ------------- | ----------- | ------------- | ------- | --------------- | ------- | ------- | ----------- | ------- | --------------- | --------- | ------ | ------ | ------ |
| Sondeur   | Date          | Échantillon |               |         |                 |         |         |             |         |                 |           |        |        |        |
| Résultats | 12 juin 2022  | 22 736      | 1,31 %        | 0,97 %  | 16,99 %         | 0,91 %  | 11,02 % | 23,88 %     | 11,05 % | 14,35 %         | 7,92 %    | 8,72 % | 1,18 % | 0 %    |
| Sagis     | 24 mai-3 juin | 500         | 1 %           | 1 %     | 21 %            | 2,5 %   | 8 %     | 13 %        | 18 %    | 13 %            | 9 %       | 10 %   | 1 %    | 0 %    |

#### 7ecirconscription de La Réunion
Premier tour
| Sondeur   | Date          | Échantillon | LO     | LFI (NUPES) | PCR     | DVG    | DVG    | PRG     | PACT    | LREM (Ensemble) | SE      | DVC    | LMR     | RN      | LP      | REG      | DIV       |
| Sondeur   | Date          | Échantillon | Payet  | Gaillard    | Valeama | Juhoor | Tronc  | Massain | Robert  | Coddeville      | Guillou | Bachou | Nativel | Rivière | Marcely | Velleyen | Catherine |
| --------- | ------------- | ----------- | ------ | ----------- | ------- | ------ | ------ | ------- | ------- | --------------- | ------- | ------ | ------- | ------- | ------- | -------- | --------- |
| Sondeur   | Date          | Échantillon |        |             |         |        |        |         |         |                 |         |        |         |         |         |          |           |
| Résultats | 12 juin 2022  | 32 259      | 1,03 % | 20,82 %     | 1,51 %  | 4,39 % | 3,56 % | 0,71 %  | 24,53 % | 8,79 %          | 13,57 % | 0,68 % | 6,37 %  | 8,23 %  | 1,97 %  | 2.81 %   | 1,03 %    |
| Sagis     | 24 mai-3 juin | 515         | 0,5 %  | 24,5 %      | 0,5 %   | 2,5 %  | 3 %    | 2 %     | 20,5 %  | 11,5 %          | 13,5 %  | 0 %    | 9 %     | 6 %     | 2,5 %   | 3 %      | 1 %       |

### Par région administrative

#### Bretagne
| Sondeur            | Date          | Échantillon | LO-NPA | PCF     | LFI     | PS      | EELV    | DVG    | LREM-MoDem-Horizons-Agir | DVC    | LR-UDI | DVD    | DLF    | RN      | REC    | PA     | DIV    |
| ------------------ | ------------- | ----------- | ------ | ------- | ------- | ------- | ------- | ------ | ------------------------ | ------ | ------ | ------ | ------ | ------- | ------ | ------ | ------ |
| Sondeur            | Date          | Échantillon |        |         |         |         |         |        |                          |        |        |        |        |         |        |        |        |
| Résultats          | 12 juin 2022  | 1 341 060   | 1,20 % | 29,03 % | 29,03 % | 29,03 % | 29,03 % | 2,09 % | 31,43 %                  | 1,30 % | 8,63 % | 2,16 % | 0,97 % | 13,63 % | 3,14 % | 1,06 % | 0,52 % |
| Harris Interactive | 31 mai-3 juin | 922         | 1 %    | 26 %    | 26 %    | 26 %    | 26 %    | 3 %    | 33 %                     | 1 %    | 8 %    | 2 %    | 1 %    | 17 %    | 5 %    | 1 %    | 2 %    |

#### Auvergne-Rhône-Alpes
| Sondeur            | Date          | Échantillon | LO-NPA | PCF    | LFI    | PS     | EELV   | LREM-MoDem-Horizons-Agir | LR-UDI  | DLF    | RN      | REC    | DIV    |
| ------------------ | ------------- | ----------- | ------ | ------ | ------ | ------ | ------ | ------------------------ | ------- | ------ | ------- | ------ | ------ |
| Sondeur            | Date          | Échantillon |        |        |        |        |        |                          |         |        |         |        |        |
| Résultats          | 12 juin 2022  | 2 733 934   | 1,02 % | 26,65% | 26,65% | 26,65% | 26,65% | 24,43 %                  | 16,79 % | 1,20 % | 16,94 % | 4,37 % | 0,53 % |
| Harris Interactive | 17 mai-20 mai | 1 088       | 1 %    | 28 %   | 28 %   | 28 %   | 28 %   | 26 %                     | 12 %    | 2 %    | 22 %    | 5 %    | 4 %    |

#### Grand Est
| Sondeur            | Date         | Échantillon | LO-NPA | PCF     | LFI     | PS      | EELV    | DVG    | LREM-MoDem-Horizons-Agir | DVC    | LR-UDI  | DVD    | DLF    | RN      | REC    | PA     | DIV    |
| ------------------ | ------------ | ----------- | ------ | ------- | ------- | ------- | ------- | ------ | ------------------------ | ------ | ------- | ------ | ------ | ------- | ------ | ------ | ------ |
| Sondeur            | Date         | Échantillon |        |         |         |         |         |        |                          |        |         |        |        |         |        |        |        |
| Résultats          | 12 juin 2022 | 1 720 820   | 1,14 % | 19,21 % | 19,21 % | 19,21 % | 19,21 % | 2,42 % | 23,24 %                  | 1,16 % | 14,35 % | 4,28 % | 1,40 % | 23,59 % | 3,46 % | 1,06 % | 0,90 % |
| Harris Interactive | 27-30 mai    | 934         | 2 %    | 21 %    | 21 %    | 21 %    | 21 %    | 4 %    | 24 %                     | 1 %    | 13 %    | 1 %    | 2 %    | 22 %    | 5 %    | 3 %    | 2 %    |

#### Hauts-de-France
| Sondeur            | Date         | Échantillon | LO-NPA | PCF     | LFI     | PS      | EELV    | LREM-MoDem-Horizons-Agir | LR-UDI  | DLF    | RN      | REC    | DIV    |
| ------------------ | ------------ | ----------- | ------ | ------- | ------- | ------- | ------- | ------------------------ | ------- | ------ | ------- | ------ | ------ |
| Sondeur            | Date         | Échantillon |        |         |         |         |         |                          |         |        |         |        |        |
| Résultats          | 12 juin 2022 | 1 915 083   | 1,50 % | 23,58 % | 23,58 % | 23,58 % | 23,58 % | 21,92 %                  | 11,64 % | 0,96 % | 28,47 % | 3,22 % | 0,39 % |
| Harris Interactive | 10-13 mai    | 1 088       | 3 %    | 27 %    | 27 %    | 27 %    | 27 %    | 20 %                     | 9 %     | 3 %    | 30 %    | 4 %    | 4 %    |

#### Provence-Alpes-Côte d’Azur
| Sondeur            | Date                | Échantillon | LO-NPA | PCF     | LFI     | PS      | EELV    | LREM-MoDem-Horizons-Agir | LR-UDI | DLF    | RN      | REC    | DIV    |
| ------------------ | ------------------- | ----------- | ------ | ------- | ------- | ------- | ------- | ------------------------ | ------ | ------ | ------- | ------ | ------ |
| Sondeur            | Date                | Échantillon |        |         |         |         |         |                          |        |        |         |        |        |
| Résultats          | 12 juin 2022        | 1 651 265   | 0,83 % | 21,64 % | 21,64 % | 21,64 % | 21,64 % | 24,12 %                  | 11,85  | 1,38 % | 25,62 % | 7,59 % | 0,53 % |
| Harris Interactive | 26 avril - 29 avril | 933         | 1 %    | 2 %     | 14 %    | 5 %     | 7 %     | 21 %                     | 8 %    | 1 %    | 30 %    | 10 %   | 1 %    |
| Harris Interactive | 26 avril - 29 avril | 933         | 2 %    | 25 %    | 25 %    | 25 %    | 25 %    | 31 %                     | 31 %   | 38 %   | 38 %    | 38 %   | 4 %    |

#### Occitanie
| Sondeur            | Date         | Échantillon | LO-NPA | PCF     | LFI     | PS      | EELV    | LREM-MoDem-Horizons-Agir | LR-UDI | DLF    | RN      | REC    | DIV    |
| ------------------ | ------------ | ----------- | ------ | ------- | ------- | ------- | ------- | ------------------------ | ------ | ------ | ------- | ------ | ------ |
| Sondeur            | Date         | Échantillon |        |         |         |         |         |                          |        |        |         |        |        |
| Résultats          | 12 juin 2022 | 2 185 211   | 0,88 % | 26,88 % | 26,88 % | 26,88 % | 26,88 % | 25,90 %                  | 6,77 % | 0,91 % | 21,34 % | 4,63 % | 0,73 % |
| Harris Interactive | 3-6 mai      | 926         | 1 %    | 31 %    | 31 %    | 31 %    | 31 %    | 23 %                     | 6 %    | 2 %    | 27 %    | 6 %    | 4 %    |

## Intentions de vote par critères sociologiques

### Catégorie socio-professionnelle

#### Second tour
Dans les 264 circonscriptions où la majorité présidentielle est opposée à la NUPES :
| Sondeur     | Date       | Échantillon | Profession | NUPES | NUPES | NUPES | NUPES | Ensemble (LREM-MoDem-Horizons-Agir) |
| ----------- | ---------- | ----------- | ---------- | ----- | ----- | ----- | ----- | ----------------------------------- |
| Sondeur     | Date       | Échantillon | Profession |       |       |       |       | Ensemble (LREM-MoDem-Horizons-Agir) |
| Sondeur     | Date       | Échantillon | Profession | PCF   | LFI   | EELV  | PS    | Ensemble (LREM-MoDem-Horizons-Agir) |
| Sondeur     | Date       | Échantillon | Profession |       |       |       |       |                                     |
| Opinion Way | 14-16 juin | 2 339       | CSP+       | 52 %  | 52 %  | 52 %  | 52 %  | 48 %                                |
| Opinion Way | 14-16 juin | 2 339       | CSP-       | 65 %  | 65 %  | 65 %  | 65 %  | 35 %                                |
| Opinion Way | 14-16 juin | 2 339       | Inactif    | 32 %  | 68 %  |       |       |                                     |

#### Premier tour
| Sondeur | Date              | Échantillon | Profession                                          | LO-NPA | NUPES | NUPES | NUPES | NUPES | DVG-Fédération de la gauche républicaine-PS diss. | ECO | Ensemble (LREM-MoDem-Horizons-Agir) | UDC (LR-UDI) | DVD  | DLF-LP | RN   | REC  | PA  | REG | Autres  | DIV |
| --- | ----------------- | ----------- | --------------------------------------------------- | ------ | ----- | ----- | ----- | ----- | ------------------------------------------------- | --- | ----------------------------------- | ------------ | ---- | ------ | ---- | ---- | --- | --- | ------- | --- |
| Sondeur | Date              | Échantillon | Profession                                          | LO-NPA |       |       |       |       | DVG-Fédération de la gauche républicaine-PS diss. | ECO | Ensemble (LREM-MoDem-Horizons-Agir) | UDC (LR-UDI) | DVD  | DLF-LP | RN   | REC  | PA  | REG | Autres  | DIV |
| Sondeur | Date              | Échantillon | Profession                                          | LO-NPA | PCF   | LFI   | EELV  | PS    | DVG-Fédération de la gauche républicaine-PS diss. | ECO | Ensemble (LREM-MoDem-Horizons-Agir) | UDC (LR-UDI) | DVD  | DLF-LP | RN   | REC  | PA  | REG | Autres  | DIV |
| Sondeur | Date              | Échantillon | Profession                                          |        |       |       |       |       |                                                   |     |                                     |              |      |        |      |      |     |     |         |     |
| Arrêt de publication des sondages pour le premier tour (11 juin 2022).                                                 |                   |             |                                                     |        |       |       |       |       |                                                   |     |                                     |              |      |        |      |      |     |     |         |     |
| OpinionWay | 5-8 juin          | 3 232       | CSP+                                                | 1 %    | 33 %  | 33 %  | 33 %  | 33 %  | 4 %                                               | 2 % | 26 %                                | 8 %          | 1 %  | 1 %    | 15 % | 5 %  | 1 % | -   | -       | 3 % |
| OpinionWay | 5-8 juin          | 3 232       | CSP-                                                | 1 %    | 26 %  | 26 %  | 26 %  | 26 %  | 4 %                                               | 1 % | 16 %                                | 7 %          | 1 %  | 1 %    | 30 % | 5 %  | 3 % | -   | -       | 5 % |
| OpinionWay | 5-8 juin          | 3 232       | Inactif                                             | 0 %    | 19 %  | 19 %  | 19 %  | 19 %  | 2 %                                               | 1 % | 36 %                                | 15 %         | 1 %  | 1 %    | 13 % | 7 %  | 2 % | -   | -       | 3 % |
| Ipsos | 3-6 juin          | 11 247      | Agriculteur, profession indépendante                | 2 %    | 27 %  | 27 %  | 27 %  | 27 %  | 4 %                                               | 2 % | 24 %                                | 14 %         | 14 % | 0 %    | 17 % | 9 %  | -   | -   | 0 % DVC | 1 % |
| Ipsos | 3-6 juin          | 11 247      | Cadre                                               | 1 %    | 30 %  | 30 %  | 30 %  | 30 %  | 3 %                                               | 2 % | 36 %                                | 11 %         | 11 % | 1 %    | 9 %  | 5 %  | -   | -   | 1 % DVC | 1 % |
| Ipsos | 3-6 juin          | 11 247      | Profession intermédiaire                            | 0 %    | 36 %  | 36 %  | 36 %  | 36 %  | 3 %                                               | 4 % | 24 %                                | 8 %          | 8 %  | 1 %    | 19 % | 4 %  | -   | -   | 0 % DVC | 1 % |
| Ipsos | 3-6 juin          | 11 247      | Employé                                             | 2 %    | 29 %  | 29 %  | 29 %  | 29 %  | 3 %                                               | 4 % | 17 %                                | 7 %          | 7 %  | 1 %    | 30 % | 6 %  | -   | -   | 0 % DVC | 1 % |
| Ipsos | 3-6 juin          | 11 247      | Ouvrier                                             | 2 %    | 26 %  | 26 %  | 26 %  | 26 %  | 1 %                                               | 2 % | 14 %                                | 7 %          | 7 %  | 1 %    | 40 % | 5 %  | -   | -   | 0 % DVC | 2 % |
| Ipsos | 3-6 juin          | 11 247      | Retraité CSP+                                       | 0 %    | 17 %  | 17 %  | 17 %  | 17 %  | 3 %                                               | 2 % | 40 %                                | 17 %         | 17 % | 1 %    | 13 % | 6 %  | -   | -   | 0 % DVC | 1 % |
| Ipsos | 3-6 juin          | 11 247      | Retraité CSP-                                       | 1 %    | 16 %  | 16 %  | 16 %  | 16 %  | 2 %                                               | 2 % | 36 %                                | 14 %         | 14 % | 0 %    | 23 % | 4 %  | -   | -   | 1 % DVC | 1 % |
| Ifop | 3-6 juin          | 1 840       | Artisan, commerçant                                 | 0 %    | 14 %  | 14 %  | 14 %  | 14 %  | 1 %                                               | -   | 30 %                                | 14 %         | 3 %  | 1 %    | 27 % | 4 %  | -   | -   | -       | 6 % |
| Ifop | 3-6 juin          | 1 840       | Cadre, profession supérieure                        | 0 %    | 32 %  | 32 %  | 32 %  | 32 %  | 2 %                                               | -   | 34 %                                | 11 %         | 3 %  | 0 %    | 13 % | 2 %  | -   | -   | -       | 3 % |
| Ifop | 3-6 juin          | 1 840       | Profession intermédiaire                            | 1 %    | 35 %  | 35 %  | 35 %  | 35 %  | 5 %                                               | -   | 20 %                                | 8 %          | 1 %  | 2 %    | 19 % | 4 %  | -   | -   | -       | 5 % |
| Ifop | 3-6 juin          | 1 840       | Employé                                             | 1 %    | 32 %  | 32 %  | 32 %  | 32 %  | 7 %                                               | -   | 14 %                                | 4 %          | 3 %  | 1 %    | 24 % | 5 %  | -   | -   | -       | 9 % |
| Ifop | 3-6 juin          | 1 840       | Ouvrier                                             | 2 %    | 30 %  | 30 %  | 30 %  | 30 %  | 2 %                                               | -   | 16 %                                | 5 %          | 3 %  | 1 %    | 35 % | 3 %  | -   | -   | -       | 3 % |
| Ifop | 3-6 juin          | 1 840       | Retraité                                            | 0 %    | 15 %  | 15 %  | 15 %  | 15 %  | 3 %                                               | -   | 34 %                                | 17 %         | 2 %  | 1 %    | 17 % | 8 %  | -   | -   | -       | 3 % |
| Ifop | 3-6 juin          | 1 840       | Inactif                                             | 3 %    | 37 %  | 37 %  | 37 %  | 37 %  | 3 %                                               | -   | 15 %                                | 9 %          | 1 %  | 0 %    | 24 % | 3 %  | -   | -   | -       | 5 % |
| Premier tour à l'étranger et en Polynésie française (5 juin 2022).                                                     |                   |             |                                                     |        |       |       |       |       |                                                   |     |                                     |              |      |        |      |      |     |     |         |     |
| Cluster17 | 30 mai - 1er juin | 2 586       | Agriculteur, artisan, commerçant, chef d'entreprise | 0 %    | 24 %  | 24 %  | 24 %  | 24 %  | -                                                 | -   | 32 %                                | 20 %         | -    | 1 %    | 16 % | 6 %  | 1 % | 1 % | 0 % LMR | 0 % |
| Cluster17 | 30 mai - 1er juin | 2 586       | Cadre, profession supérieure                        | 1 %    | 31 %  | 31 %  | 31 %  | 31 %  | -                                                 | -   | 37 %                                | 12 %         | -    | 2 %    | 3 %  | 5 %  | 7 % | 0 % | 0 % LMR | 3 % |
| Cluster17 | 30 mai - 1er juin | 2 586       | Profession intermédiaire                            | 0 %    | 41 %  | 41 %  | 41 %  | 41 %  | -                                                 | -   | 26 %                                | 8 %          | -    | 1 %    | 12 % | 5 %  | 1 % | 2 % | 1 % LMR | 3 % |
| Cluster17 | 30 mai - 1er juin | 2 586       | Employé                                             | 1 %    | 28 %  | 28 %  | 28 %  | 28 %  | -                                                 | -   | 21 %                                | 11 %         | -    | 2 %    | 26 % | 5 %  | 2 % | 1 % | 0 % LMR | 2 % |
| Cluster17 | 30 mai - 1er juin | 2 586       | Ouvrier                                             | 1 %    | 30 %  | 30 %  | 30 %  | 30 %  | -                                                 | -   | 18 %                                | 6 %          | -    | 3 %    | 36 % | 4 %  | 0 % | 1 % | 0 % LMR | 1 % |
| Cluster17 | 30 mai - 1er juin | 2 586       | Retraité                                            | 1 %    | 24 %  | 24 %  | 24 %  | 24 %  | -                                                 | -   | 34 %                                | 12 %         | -    | 2 %    | 16 % | 5 %  | 1 % | 1 % | 1 % LMR | 3 % |
| Cluster17 | 30 mai - 1er juin | 2 586       | Inactif                                             | 0 %    | 43 %  | 43 %  | 43 %  | 43 %  | -                                                 | -   | 20 %                                | 5 %          | -    | 1 %    | 20 % | 6 %  | 1 % | 2 % | 1 % LMR | 2 % |
| Elabe | 30 mai - 1er juin | 2 000       | Artisan, commerçant                                 | 0 %    | 15 %  | 15 %  | 15 %  | 15 %  | 0 %                                               | -   | 38 %                                | 14 %         | 0 %  | 0 %    | 17 % | 10 % | -   | -   | -       | 6 % |
| Elabe | 30 mai - 1er juin | 2 000       | Cadre, profession supérieure                        | 1 %    | 35 %  | 35 %  | 35 %  | 35 %  | 7 %                                               | -   | 25 %                                | 11 %         | 3 %  | 6 %    | 9 %  | 3 %  | -   | -   | -       | 3 % |
| Elabe | 30 mai - 1er juin | 2 000       | Profession intermédiaire                            | 3 %    | 30 %  | 30 %  | 30 %  | 30 %  | 2 %                                               | -   | 25 %                                | 9 %          | 0 %  | 0 %    | 23 % | 4 %  | -   | -   | -       | 4 % |
| Elabe | 30 mai - 1er juin | 2 000       | Employé                                             | 3 %    | 29 %  | 29 %  | 29 %  | 29 %  | 1 %                                               | -   | 21 %                                | 9 %          | 1 %  | 1 %    | 23 % | 7 %  | -   | -   | -       | 5 % |
| Elabe | 30 mai - 1er juin | 2 000       | Ouvrier                                             | 2 %    | 22 %  | 22 %  | 22 %  | 22 %  | 1 %                                               | -   | 15 %                                | 7 %          | 1 %  | 2 %    | 41 % | 3 %  | -   | -   | -       | 6 % |
| Elabe | 30 mai - 1er juin | 2 000       | Retraité                                            | 1 %    | 19 %  | 19 %  | 19 %  | 19 %  | 2 %                                               | -   | 29 %                                | 17 %         | 3 %  | 1 %    | 19 % | 4 %  | -   | -   | -       | 5 % |
| Elabe | 30 mai - 1er juin | 2 000       | Inactif                                             | 1 %    | 30 %  | 30 %  | 30 %  | 30 %  | 3 %                                               | -   | 18 %                                | 12 %         | 0 %  | 1 %    | 29 % | 3 %  | -   | -   | -       | 3 % |
| Début de la campagne électorale officielle en vue du premier tour (30 mai 2022).                                       |                   |             |                                                     |        |       |       |       |       |                                                   |     |                                     |              |      |        |      |      |     |     |         |     |
| Ifop | 25-28 mai         | 1 796       | Artisan, commerçant                                 | 0 %    | 19 %  | 19 %  | 19 %  | 19 %  | 3 %                                               | -   | 19 %                                | 9 %          | 3 %  | 4 %    | 33 % | 5 %  | -   | -   | -       | 5 % |
| Ifop | 25-28 mai         | 1 796       | Cadre, profession supérieure                        | 1 %    | 24 %  | 24 %  | 24 %  | 24 %  | 4 %                                               | -   | 36 %                                | 16 %         | 1 %  | 2 %    | 10 % | 3 %  | -   | -   | -       | 3 % |
| Ifop | 25-28 mai         | 1 796       | Profession intermédiaire                            | 1 %    | 30 %  | 30 %  | 30 %  | 30 %  | 5 %                                               | -   | 22 %                                | 7 %          | 1 %  | 1 %    | 25 % | 5 %  | -   | -   | -       | 3 % |
| Ifop | 25-28 mai         | 1 796       | Employé                                             | 2 %    | 30 %  | 30 %  | 30 %  | 30 %  | 5 %                                               | -   | 12 %                                | 6 %          | 1 %  | 2 %    | 28 % | 8 %  | -   | -   | -       | 6 % |
| Ifop | 25-28 mai         | 1 796       | Ouvrier                                             | 2 %    | 26 %  | 26 %  | 26 %  | 26 %  | 2 %                                               | -   | 15 %                                | 9 %          | 0 %  | 0 %    | 38 % | 7 %  | -   | -   | -       | 1 % |
| Ifop | 25-28 mai         | 1 796       | Retraité                                            | 0 %    | 20 %  | 20 %  | 20 %  | 20 %  | 3 %                                               | -   | 40 %                                | 13 %         | 2 %  | 2 %    | 13 % | 5 %  | -   | -   | -       | 2 % |
| Ifop | 25-28 mai         | 1 796       | Inactif                                             | 2 %    | 30 %  | 30 %  | 30 %  | 30 %  | 4 %                                               | -   | 19 %                                | 6 %          | 1 %  | 5 %    | 20 % | 10 % | -   | -   | -       | 3 % |
| Cluster17 | 24-26 mai         | 2 489       | Agriculteur, artisan, commerçant, chef d'entreprise | 0 %    | 20 %  | 20 %  | 20 %  | 20 %  | -                                                 | -   | 30 %                                | 19 %         | -    | 1 %    | 12 % | 9 %  | 2 % | 1 % | 0 % LMR | 7 % |
| Cluster17 | 24-26 mai         | 2 489       | Cadre, profession supérieure                        | 0 %    | 34 %  | 34 %  | 34 %  | 34 %  | -                                                 | -   | 28 %                                | 11 %         | -    | 3 %    | 8 %  | 5 %  | 3 % | 2 % | 0 % LMR | 7 % |
| Cluster17 | 24-26 mai         | 2 489       | Profession intermédiaire                            | 0 %    | 37 %  | 37 %  | 37 %  | 37 %  | -                                                 | -   | 29 %                                | 8 %          | -    | 2 %    | 14 % | 4 %  | 2 % | 1 % | 1 % LMR | 3 % |
| Cluster17 | 24-26 mai         | 2 489       | Employé                                             | 1 %    | 34 %  | 34 %  | 34 %  | 34 %  | -                                                 | -   | 21 %                                | 10 %         | -    | 1 %    | 24 % | 4 %  | 2 % | 1 % | 0 % LMR | 2 % |
| Cluster17 | 24-26 mai         | 2 489       | Ouvrier                                             | 1 %    | 25 %  | 25 %  | 25 %  | 25 %  | -                                                 | -   | 17 %                                | 7 %          | -    | 1 %    | 37 % | 5 %  | 3 % | 0 % | 0 % LMR | 4 % |
| Cluster17 | 24-26 mai         | 2 489       | Retraité                                            | 1 %    | 23 %  | 23 %  | 23 %  | 23 %  | -                                                 | -   | 34 %                                | 14 %         | -    | 1 %    | 14 % | 7 %  | 1 % | 1 % | 1 % LMR | 2 % |
| Cluster17 | 24-26 mai         | 2 489       | Inactif                                             | 0 %    | 38 %  | 38 %  | 38 %  | 38 %  | -                                                 | -   | 19 %                                | 7 %          | -    | 1 %    | 21 % | 6 %  | 1 % | 1 % | 1 % LMR | 5 % |
| Cluster17 | 17-19 mai         | 2 950       | Agriculteur, artisan, commerçant, chef d'entreprise | 0 %    | 23 %  | 23 %  | 23 %  | 23 %  | -                                                 | -   | 33 %                                | 8 %          | -    | 4 %    | 23 % | 6 %  | 0 % | 2 % | 1 % LMR | 1 % |
| Cluster17 | 17-19 mai         | 2 950       | Cadre, profession supérieure                        | 0 %    | 32 %  | 32 %  | 32 %  | 32 %  | -                                                 | -   | 37 %                                | 11 %         | -    | 1 %    | 4 %  | 8 %  | 1 % | 1 % | 1 % LMR | 4 % |
| Cluster17 | 17-19 mai         | 2 950       | Profession intermédiaire                            | 1 %    | 43 %  | 43 %  | 43 %  | 43 %  | -                                                 | -   | 26 %                                | 8 %          | -    | 2 %    | 12 % | 4 %  | 1 % | 1 % | 0 % LMR | 2 % |
| Cluster17 | 17-19 mai         | 2 950       | Employé                                             | 0 %    | 32 %  | 32 %  | 32 %  | 32 %  | -                                                 | -   | 21 %                                | 7 %          | -    | 2 %    | 28 % | 3 %  | 3 % | 1 % | 0 % LMR | 3 % |
| Cluster17 | 17-19 mai         | 2 950       | Ouvrier                                             | 1 %    | 25 %  | 25 %  | 25 %  | 25 %  | -                                                 | -   | 20 %                                | 6 %          | -    | 3 %    | 32 % | 8 %  | 0 % | 3 % | 0 % LMR | 2 % |
| Cluster17 | 17-19 mai         | 2 950       | Retraité                                            | 1 %    | 22 %  | 22 %  | 22 %  | 22 %  | -                                                 | -   | 31 %                                | 14 %         | -    | 1 %    | 18 % | 7 %  | 1 % | 1 % | 1 %     | 3 % |
| Cluster17 | 17-19 mai         | 2 950       | Inactif                                             | 1 %    | 41 %  | 41 %  | 41 %  | 41 %  | -                                                 | -   | 17 %                                | 6 %          | -    | 1 %    | 22 % | 4 %  | 2 % | 3 % | 1 % LMR | 2 % |
| Ipsos | 16-19 mai         | 11 427      | Agriculteur, profession indépendante                | 3 %    | 28 %  | 28 %  | 28 %  | 28 %  | 2 %                                               | -   | 24 %                                | 12 %         | 0 %  | 0 %    | 17 % | 12 % | -   | -   | -       | 2 % |
| Ipsos | 16-19 mai         | 11 427      | Cadre                                               | 3 %    | 32 %  | 32 %  | 32 %  | 32 %  | 3 %                                               | -   | 35 %                                | 7 %          | 1 %  | 1 %    | 10 % | 6 %  | -   | -   | -       | 2 % |
| Ipsos | 16-19 mai         | 11 427      | Profession intermédiaire                            | 1 %    | 35 %  | 35 %  | 35 %  | 35 %  | 4 %                                               | -   | 26 %                                | 6 %          | 1 %  | 1 %    | 19 % | 4 %  | -   | -   | -       | 3 % |
| Ipsos | 16-19 mai         | 11 427      | Employé                                             | 1 %    | 32 %  | 32 %  | 32 %  | 32 %  | 3 %                                               | -   | 18 %                                | 4 %          | 1 %  | 1 %    | 32 % | 6 %  | -   | -   | -       | 2 % |
| Ipsos | 16-19 mai         | 11 427      | Ouvrier                                             | 2 %    | 23 %  | 23 %  | 23 %  | 23 %  | 2 %                                               | -   | 15 %                                | 3 %          | 1 %  | 2 %    | 40 % | 8 %  | -   | -   | -       | 4 % |
| Ipsos | 16-19 mai         | 11 427      | Retraité CSP+                                       | 0 %    | 18 %  | 18 %  | 18 %  | 18 %  | 4 %                                               | -   | 38 %                                | 15 %         | 2 %  | 1 %    | 11 % | 7 %  | -   | -   | -       | 4 % |
| Ipsos | 16-19 mai         | 11 427      | Retraité CSP-                                       | 1 %    | 18 %  | 18 %  | 18 %  | 18 %  | 2 %                                               | -   | 33 %                                | 11 %         | 1 %  | 2 %    | 24 % | 5 %  | -   | -   | -       | 3 % |
| Élisabeth Borne est nommée à la fonction de Premier ministre, à la suite de la démission de Jean Castex (16 mai 2022). |                   |             |                                                     |        |       |       |       |       |                                                   |     |                                     |              |      |        |      |      |     |     |         |     |
| Cluster17 | 10-12 mai         | 2 925       | Agriculteur, artisan, commerçant, chef d'entreprise | 0 %    | 28 %  | 28 %  | 28 %  | 28 %  | -                                                 | -   | 32 %                                | 14 %         | -    | 1 %    | 15 % | 8 %  | -   | 1 % | -       | 1 % |
| Cluster17 | 10-12 mai         | 2 925       | Cadre, profession supérieure                        | 0 %    | 36 %  | 36 %  | 36 %  | 36 %  | -                                                 | -   | 37 %                                | 9 %          | -    | 1 %    | 4 %  | 8 %  | -   | 0 % | -       | 4 % |
| Cluster17 | 10-12 mai         | 2 925       | Profession intermédiaire                            | 1 %    | 36 %  | 36 %  | 36 %  | 36 %  | -                                                 | -   | 28 %                                | 9 %          | -    | 2 %    | 13 % | 5 %  | -   | 1 % | -       | 5 % |
| Cluster17 | 10-12 mai         | 2 925       | Employé                                             | 3 %    | 31 %  | 31 %  | 31 %  | 31 %  | -                                                 | -   | 21 %                                | 10 %         | -    | 3 %    | 23 % | 5 %  | -   | 1 % | -       | 3 % |
| Cluster17 | 10-12 mai         | 2 925       | Ouvrier                                             | 2 %    | 23 %  | 23 %  | 23 %  | 23 %  | -                                                 | -   | 24 %                                | 4 %          | -    | 3 %    | 34 % | 5 %  | -   | 0 % | -       | 5 % |
| Cluster17 | 10-12 mai         | 2 925       | Retraité                                            | 0 %    | 28 %  | 28 %  | 28 %  | 28 %  | -                                                 | -   | 32 %                                | 11 %         | -    | 3 %    | 15 % | 7 %  | -   | 1 % | -       | 3 % |
| Cluster17 | 10-12 mai         | 2 925       | Inactif                                             | 0 %    | 36 %  | 36 %  | 36 %  | 36 %  | -                                                 | -   | 20 %                                | 9 %          | -    | 1 %    | 25 % | 3 %  | -   | 2 % | -       | 3 % |
| Ifop | 6-9 mai           | 1 691       | Artisan, commerçant                                 | 1 %    | 9 %   | 9 %   | 9 %   | 9 %   | -                                                 | -   | 39 %                                | 18 %         | -    | 6 %    | 22 % | 5 %  | -   | -   | -       | 0 % |
| Ifop | 6-9 mai           | 1 691       | Artisan, commerçant                                 | 1 %    | 0 %   | 6 %   | 1 %   | 5 %   | -                                                 | -   | 42 %                                | 15 %         | -    | 6 %    | 19 % | -    | -   | -   | -       | -   |
| Ifop | 6-9 mai           | 1 691       | Cadre, profession supérieure                        | 1 %    | 36 %  | 36 %  | 36 %  | 36 %  | -                                                 | -   | 33 %                                | 9 %          | -    | 0 %    | 12 % | 8 %  | -   | -   | -       | 1 % |
| Ifop | 6-9 mai           | 1 691       | Cadre, profession supérieure                        | 0 %    | 3 %   | 19 %  | 8 %   | 10 %  | -                                                 | -   | 33 %                                | 9 %          | -    | 0 %    | 9 %  | -    | -   | -   | -       | -   |
| Ifop | 6-9 mai           | 1 691       | Profession intermédiaire                            | 0 %    | 35 %  | 35 %  | 35 %  | 35 %  | -                                                 | -   | 23 %                                | 9 %          | -    | 1 %    | 28 % | 3 %  | -   | -   | -       | 1 % |
| Ifop | 6-9 mai           | 1 691       | Profession intermédiaire                            | 1 %    | 1 %   | 20 %  | 5 %   | 9 %   | -                                                 | -   | 23 %                                | 10 %         | -    | 2 %    | 25 % | -    | -   | -   | -       | -   |
| Ifop | 6-9 mai           | 1 691       | Employé                                             | 3 %    | 35 %  | 35 %  | 35 %  | 35 %  | -                                                 | -   | 22 %                                | 5 %          | -    | 4 %    | 24 % | 4 %  | -   | -   | -       | 3 % |
| Ifop | 6-9 mai           | 1 691       | Employé                                             | 2 %    | 1 %   | 24 %  | 6 %   | 7 %   | -                                                 | -   | 21 %                                | 5 %          | -    | 4 %    | 26 % | -    | -   | -   | -       | -   |
| Ifop | 6-9 mai           | 1 691       | Ouvrier                                             | 5 %    | 32 %  | 32 %  | 32 %  | 32 %  | -                                                 | -   | 8 %                                 | 8 %          | -    | 3 %    | 36 % | 5 %  | -   | -   | -       | 3 % |
| Ifop | 6-9 mai           | 1 691       | Ouvrier                                             | 2 %    | 2 %   | 21 %  | 7 %   | 8 %   | -                                                 | -   | 7 %                                 | 10 %         | -    | 3 %    | 35 % | -    | -   | -   | -       | -   |
| Ifop | 6-9 mai           | 1 691       | Retraité                                            | 0 %    | 19 %  | 19 %  | 19 %  | 19 %  | -                                                 | -   | 38 %                                | 17 %         | -    | 1 %    | 12 % | 10 % | -   | -   | -       | 3 % |
| Ifop | 6-9 mai           | 1 691       | Retraité                                            | 0 %    | 3 %   | 10 %  | 6 %   | 3 %   | -                                                 | -   | 37 %                                | 17 %         | -    | 1 %    | 12 % | -    | -   | -   | -       | -   |
| Ifop | 6-9 mai           | 1 691       | Inactif                                             | 3 %    | 35 %  | 35 %  | 35 %  | 35 %  | -                                                 | -   | 16 %                                | 6 %          | -    | 1 %    | 34 % | 5 %  | -   | -   | -       | 0 % |
| Ifop | 6-9 mai           | 1 691       | Inactif                                             | 1 %    | 2 %   | 31 %  | 4 %   | 8 %   | -                                                 | -   | 13 %                                | 4 %          | -    | 1 %    | 33 % | -    | -   | -   | -       | -   |
| LREM, le MoDem et Horizons forment la coalition Ensemble (5 mai 2022).                                                 |                   |             |                                                     |        |       |       |       |       |                                                   |     |                                     |              |      |        |      |      |     |     |         |     |
| Cluster17 | 3-5 mai           | 3 619       | Agriculteur, artisan, commerçant, chef d'entreprise | 1 %    | 22 %  | 22 %  | 22 %  | 22 %  | -                                                 | -   | 29 %                                | 14 %         | -    | 3 %    | 18 % | 7 %  | -   | 3 % | -       | 3 % |
| Cluster17 | 3-5 mai           | 3 619       | Cadre, profession supérieure                        | 2 %    | 33 %  | 33 %  | 33 %  | 33 %  | -                                                 | -   | 40 %                                | 8 %          | -    | 1 %    | 5 %  | 6 %  | -   | 1 % | -       | 3 % |
| Cluster17 | 3-5 mai           | 3 619       | Profession intermédiaire                            | 1 %    | 46 %  | 46 %  | 46 %  | 46 %  | -                                                 | -   | 23 %                                | 5 %          | -    | 1 %    | 14 % | 4 %  | -   | 1 % | -       | 4 % |
| Cluster17 | 3-5 mai           | 3 619       | Employé                                             | 1 %    | 36 %  | 36 %  | 36 %  | 36 %  | -                                                 | -   | 19 %                                | 7 %          | -    | 2 %    | 26 % | 4 %  | -   | 1 % | -       | 5 % |
| Cluster17 | 3-5 mai           | 3 619       | Ouvrier                                             | 1 %    | 30 %  | 30 %  | 30 %  | 30 %  | -                                                 | -   | 18 %                                | 4 %          | -    | 3 %    | 33 % | 3 %  | -   | 3 % | -       | 5 % |
| Cluster17 | 3-5 mai           | 3 619       | Retraité                                            | 1 %    | 25 %  | 25 %  | 25 %  | 25 %  | -                                                 | -   | 29 %                                | 13 %         | -    | 1 %    | 18 % | 7 %  | -   | 2 % | -       | 3 % |
| Cluster17 | 3-5 mai           | 3 619       | Inactif                                             | 1 %    | 45 %  | 45 %  | 45 %  | 45 %  | -                                                 | -   | 17 %                                | 6 %          | -    | 1 %    | 20 % | 4 %  | -   | 3 % | -       | 2 % |
| LFI, EÉLV, le PCF et le PS forment la coalition NUPES (2-5 mai 2022).                                                  |                   |             |                                                     |        |       |       |       |       |                                                   |     |                                     |              |      |        |      |      |     |     |         |     |
| Cluster17 | 27-28 avril       | 2 714       | Agriculteur, artisan, commerçant, chef d'entreprise | 0 %    | 0 %   | 10 %  | 7 %   | 6 %   | -                                                 | -   | 37 %                                | 8 %          | -    | 1 %    | 17 % | 8 %  | -   | 1 % | -       | 6 % |
| Cluster17 | 27-28 avril       | 2 714       | Agriculteur, artisan, commerçant, chef d'entreprise | 0 %    | 14 %  | 14 %  | 14 %  | 5 %   | -                                                 | -   | 32 %                                | 12 %         | -    | 1 %    | 22 % | 7 %  | -   | 1 % | -       | 6 % |
| Cluster17 | 27-28 avril       | 2 714       | Agriculteur, artisan, commerçant, chef d'entreprise | 0 %    | 20 %  | 20 %  | 20 %  | 20 %  | -                                                 | -   | 34 %                                | 8 %          | -    | 3 %    | 27 % | 27 % | -   | 0 % | -       | 6 % |
| Cluster17 | 27-28 avril       | 2 714       | Cadre, profession supérieure                        | 0 %    | 1 %   | 19 %  | 5 %   | 16 %  | -                                                 | -   | 36 %                                | 7 %          | -    | 2 %    | 4 %  | 6 %  | -   | 0 % | -       | 4 % |
| Cluster17 | 27-28 avril       | 2 714       | Cadre, profession supérieure                        | 0 %    | 34 %  | 34 %  | 34 %  | 10 %  | -                                                 | -   | 30 %                                | 9 %          | -    | 2 %    | 7 %  | 5 %  | -   | 1 % | -       | 3 % |
| Cluster17 | 27-28 avril       | 2 714       | Cadre, profession supérieure                        | 0 %    | 48 %  | 48 %  | 48 %  | 48 %  | -                                                 | -   | 31 %                                | 7 %          | -    | 1 %    | 10 % | 10 % | -   | 1 % | -       | 3 % |
| Cluster17 | 27-28 avril       | 2 714       | Profession intermédiaire                            | 5 %    | 3 %   | 27 %  | 4 %   | 11 %  | -                                                 | -   | 20 %                                | 6 %          | -    | 1 %    | 14 % | 5 %  | -   | 1 % | -       | 3 % |
| Cluster17 | 27-28 avril       | 2 714       | Profession intermédiaire                            | 4 %    | 34 %  | 34 %  | 34 %  | 9 %   | -                                                 | -   | 20 %                                | 8 %          | -    | 2 %    | 13 % | 6 %  | -   | 2 % | -       | 3 % |
| Cluster17 | 27-28 avril       | 2 714       | Profession intermédiaire                            | 4 %    | 42 %  | 42 %  | 42 %  | 42 %  | -                                                 | -   | 20 %                                | 10 %         | -    | 2 %    | 14 % | 14 % | -   | 4 % | -       | 3 % |
| Cluster17 | 27-28 avril       | 2 714       | Employé                                             | 1 %    | 2 %   | 21 %  | 4 %   | 6 %   | -                                                 | -   | 21 %                                | 7 %          | -    | 1 %    | 29 % | 4 %  | -   | 1 % | -       | 3 % |
| Cluster17 | 27-28 avril       | 2 714       | Employé                                             | 1 %    | 26 %  | 26 %  | 26 %  | 5 %   | -                                                 | -   | 21 %                                | 9 %          | -    | 2 %    | 28 % | 5 %  | -   | 1 % | -       | 3 % |
| Cluster17 | 27-28 avril       | 2 714       | Employé                                             | 2 %    | 32 %  | 32 %  | 32 %  | 32 %  | -                                                 | -   | 23 %                                | 9 %          | -    | 4 %    | 26 % | 26 % | -   | 1 % | -       | 3 % |
| Cluster17 | 27-28 avril       | 2 714       | Ouvrier                                             | 0 %    | 2 %   | 18 %  | 2 %   | 4 %   | -                                                 | -   | 18 %                                | 3 %          | -    | 5 %    | 42 % | 5 %  | -   | 1 % | -       | 1 % |
| Cluster17 | 27-28 avril       | 2 714       | Ouvrier                                             | 1 %    | 22 %  | 22 %  | 22 %  | 2 %   | -                                                 | -   | 14 %                                | 6 %          | -    | 0 %    | 41 % | 12 % | -   | 0 % | -       | 1 % |
| Cluster17 | 27-28 avril       | 2 714       | Ouvrier                                             | 2 %    | 24 %  | 24 %  | 24 %  | 24 %  | -                                                 | -   | 15 %                                | 5 %          | -    | 5 %    | 47 % | 47 % | -   | 1 % | -       | 1 % |
| Cluster17 | 27-28 avril       | 2 714       | Retraité                                            | 1 %    | 2 %   | 14 %  | 8 %   | 4 %   | -                                                 | -   | 29 %                                | 13 %         | -    | 1 %    | 19 % | 7 %  | -   | 1 % | -       | 2 % |
| Cluster17 | 27-28 avril       | 2 714       | Retraité                                            | 0 %    | 19 %  | 19 %  | 19 %  | 8 %   | -                                                 | -   | 29 %                                | 13 %         | -    | 3 %    | 18 % | 6 %  | -   | 1 % | -       | 2 % |
| Cluster17 | 27-28 avril       | 2 714       | Retraité                                            | 0 %    | 27 %  | 27 %  | 27 %  | 27 %  | -                                                 | -   | 30 %                                | 13 %         | -    | 3 %    | 24 % | 24 % | -   | 1 % | -       | 2 % |
| Cluster17 | 27-28 avril       | 2 714       | Inactif                                             | 1 %    | 1 %   | 32 %  | 6 %   | 12 %  | -                                                 | -   | 16 %                                | 2 %          | -    | 2 %    | 20 % | 6 %  | -   | 1 % | -       | 1 % |
| Cluster17 | 27-28 avril       | 2 714       | Inactif                                             | 2 %    | 39 %  | 39 %  | 39 %  | 7 %   | -                                                 | -   | 19 %                                | 5 %          | -    | 2 %    | 19 % | 6 %  | -   | 2 % | -       | 0 % |
| Cluster17 | 27-28 avril       | 2 714       | Inactif                                             | 1 %    | 48 %  | 48 %  | 48 %  | 48 %  | -                                                 | -   | 19 %                                | 6 %          | -    | 2 %    | 23 % | 23 % | -   | 1 % | -       | 0 % |

### Âge
| Sondeur | Date              | Échantillon | Âge de l'interviewé | LO-NPA | NUPES | NUPES | NUPES | NUPES | DVG-Fédération de la gauche républicaine-PS diss. | ECO | Ensemble (LREM-MoDem-Horizons-Agir) | UDC (LR-UDI) | DVD  | DLF-LP | RN   | REC  | PA  | REG | Autres  | DIV |
| --- | ----------------- | ----------- | ------------------- | ------ | ----- | ----- | ----- | ----- | ------------------------------------------------- | --- | ----------------------------------- | ------------ | ---- | ------ | ---- | ---- | --- | --- | ------- | --- |
| Sondeur | Date              | Échantillon | Âge de l'interviewé | LO-NPA |       |       |       |       | DVG-Fédération de la gauche républicaine-PS diss. | ECO | Ensemble (LREM-MoDem-Horizons-Agir) | UDC (LR-UDI) | DVD  | DLF-LP | RN   | REC  | PA  | REG | Autres  | DIV |
| Sondeur | Date              | Échantillon | Âge de l'interviewé | LO-NPA | PCF   | LFI   | EELV  | PS    | DVG-Fédération de la gauche républicaine-PS diss. | ECO | Ensemble (LREM-MoDem-Horizons-Agir) | UDC (LR-UDI) | DVD  | DLF-LP | RN   | REC  | PA  | REG | Autres  | DIV |
| Sondeur | Date              | Échantillon | Âge de l'interviewé |        |       |       |       |       |                                                   |     |                                     |              |      |        |      |      |     |     |         |     |
| Arrêt de publication des sondages pour le premier tour (11 juin 2022).                                                 |                   |             |                     |        |       |       |       |       |                                                   |     |                                     |              |      |        |      |      |     |     |         |     |
| OpinionWay | 5-8 juin          | 3 232       | 18-24 ans           | 5 %    | 36 %  | 36 %  | 36 %  | 36 %  | 2 %                                               | 2 % | 26 %                                | 8 %          | 1 %  | 1 %    | 9 %  | 5 %  | 1 % | -   | -       | 4 % |
| OpinionWay | 5-8 juin          | 3 232       | 25-34 ans           | 2 %    | 30 %  | 30 %  | 30 %  | 30 %  | 6 %                                               | 1 % | 16 %                                | 5 %          | 2 %  | 1 %    | 22 % | 6 %  | 4 % | -   | -       | 5 % |
| OpinionWay | 5-8 juin          | 3 232       | 35-49 ans           | 1 %    | 30 %  | 30 %  | 30 %  | 30 %  | 3 %                                               | 1 % | 22 %                                | 7 %          | 0 %  | 1 %    | 25 % | 4 %  | 2 % | -   | -       | 4 % |
| OpinionWay | 5-8 juin          | 3 232       | 50-64 ans           | 0 %    | 25 %  | 25 %  | 25 %  | 25 %  | 2 %                                               | 1 % | 27 %                                | 10 %         | 1 %  | 1 %    | 21 % | 6 %  | 3 % | -   | -       | 3 % |
| OpinionWay | 5-8 juin          | 3 232       | 65 ans et plus      | 0 %    | 17 %  | 17 %  | 17 %  | 17 %  | 2 %                                               | 0 % | 39 %                                | 18 %         | 1 %  | 1 %    | 11 % | 8 %  | 1 % | -   | -       | 2 % |
| Ipsos | 3-6 juin          | 11 247      | 18-24 ans           | 2 %    | 51 %  | 51 %  | 51 %  | 51 %  | 3 %                                               | 2 % | 9 %                                 | 9 %          | 9 %  | 0 %    | 15 % | 8 %  | -   | -   | 0 % DVC | 1 % |
| Ipsos | 3-6 juin          | 11 247      | 25-34 ans           | 2 %    | 37 %  | 37 %  | 37 %  | 37 %  | 2 %                                               | 3 % | 23 %                                | 5 %          | 5 %  | 1 %    | 19 % | 6 %  | -   | -   | 0 % DVC | 2 % |
| Ipsos | 3-6 juin          | 11 247      | 35-49 ans           | 1 %    | 32 %  | 32 %  | 32 %  | 32 %  | 2 %                                               | 4 % | 24 %                                | 8 %          | 8 %  | 1 %    | 24 % | 3 %  | -   | -   | 0 % DVC | 1 % |
| Ipsos | 3-6 juin          | 11 247      | 50-59 ans           | 1 %    | 26 %  | 26 %  | 26 %  | 26 %  | 2 %                                               | 3 % | 25 %                                | 8 %          | 8 %  | 2 %    | 27 % | 5 %  | -   | -   | 0 % DVC | 1 % |
| Ipsos | 3-6 juin          | 11 247      | 60-69 ans           | 0 %    | 25 %  | 25 %  | 25 %  | 25 %  | 2 %                                               | 2 % | 31 %                                | 11 %         | 11 % | 1 %    | 21 % | 6 %  | -   | -   | 0 % DVC | 1 % |
| Ipsos | 3-6 juin          | 11 247      | 70 ans et plus      | 1 %    | 13 %  | 13 %  | 13 %  | 13 %  | 2 %                                               | 2 % | 40 %                                | 19 %         | 19 % | 1 %    | 14 % | 6 %  | -   | -   | 1 % DVC | 1 % |
| Ifop | 3-6 juin          | 1 840       | 18-24 ans           | 1 %    | 44 %  | 44 %  | 44 %  | 44 %  | 2 %                                               | -   | 16 %                                | 10 %         | 1 %  | 1 %    | 17 % | 3 %  | -   | -   | -       | 5 % |
| Ifop | 3-6 juin          | 1 840       | 25-34 ans           | 1 %    | 36 %  | 36 %  | 36 %  | 36 %  | 4 %                                               | -   | 16 %                                | 3 %          | 2 %  | 0 %    | 26 % | 5 %  | -   | -   | -       | 7 % |
| Ifop | 3-6 juin          | 1 840       | 35-49 ans           | 2 %    | 32 %  | 32 %  | 32 %  | 32 %  | 5 %                                               | -   | 18 %                                | 8 %          | 2 %  | 1 %    | 23 % | 2 %  | -   | -   | -       | 7 % |
| Ifop | 3-6 juin          | 1 840       | 50-64 ans           | 0 %    | 25 %  | 25 %  | 25 %  | 25 %  | 4 %                                               | -   | 25 %                                | 9 %          | 2 %  | 2 %    | 26 % | 5 %  | -   | -   | -       | 2 % |
| Ifop | 3-6 juin          | 1 840       | 65 ans et plus      | 0 %    | 15 %  | 15 %  | 15 %  | 15 %  | 3 %                                               | -   | 36 %                                | 19 %         | 2 %  | 0 %    | 14 % | 7 %  | -   | -   | -       | 4 % |
| Premier tour à l'étranger et en Polynésie française (5 juin 2022).                                                     |                   |             |                     |        |       |       |       |       |                                                   |     |                                     |              |      |        |      |      |     |     |         |     |
| Cluster17 | 30 mai - 1er juin | 2 586       | 18-24 ans           | 1 %    | 50 %  | 50 %  | 50 %  | 50 %  | -                                                 | -   | 14 %                                | 7 %          | -    | 1 %    | 14 % | 7 %  | 1 % | 2 % | 0 % LMR | 2 % |
| Cluster17 | 30 mai - 1er juin | 2 586       | 25-34 ans           | 1 %    | 40 %  | 40 %  | 40 %  | 40 %  | -                                                 | -   | 25 %                                | 5 %          | -    | 2 %    | 17 % | 4 %  | 2 % | 2 % | 0 % LMR | 1 % |
| Cluster17 | 30 mai - 1er juin | 2 586       | 35-49 ans           | 0 %    | 30 %  | 30 %  | 30 %  | 30 %  | -                                                 | -   | 27 %                                | 10 %         | -    | 2 %    | 22 % | 4 %  | 3 % | 1 % | 0 % LMR | 2 % |
| Cluster17 | 30 mai - 1er juin | 2 586       | 50-64 ans           | 1 %    | 29 %  | 29 %  | 29 %  | 29 %  | -                                                 | -   | 25 %                                | 10 %         | -    | 2 %    | 22 % | 5 %  | 1 % | 2 % | 1 % LMR | 3 % |
| Cluster17 | 30 mai - 1er juin | 2 586       | 65 ans et plus      | 1 %    | 22 %  | 22 %  | 22 %  | 22 %  | -                                                 | -   | 36 %                                | 13 %         | -    | 2 %    | 15 % | 6 %  | 0 % | 1 % | 1 % LMR | 3 % |
| Elabe | 30 mai - 1er juin | 2 000       | 18-24 ans           | 1 %    | 44 %  | 44 %  | 44 %  | 44 %  | 2 %                                               | -   | 17 %                                | 8 %          | 3 %  | 0 %    | 19 % | 3 %  | -   | -   | -       | 3 % |
| Elabe | 30 mai - 1er juin | 2 000       | 25-34 ans           | 1 %    | 33 %  | 33 %  | 33 %  | 33 %  | 3 %                                               | -   | 16 %                                | 11 %         | 1 %  | 1 %    | 25 % | 5 %  | -   | -   | -       | 4 % |
| Elabe | 30 mai - 1er juin | 2 000       | 35-49 ans           | 3 %    | 24 %  | 24 %  | 24 %  | 24 %  | 3 %                                               | -   | 27 %                                | 7 %          | 1 %  | 1 %    | 25 % | 5 %  | -   | -   | -       | 4 % |
| Elabe | 30 mai - 1er juin | 2 000       | 50-64 ans           | 2 %    | 25 %  | 25 %  | 25 %  | 25 %  | 2 %                                               | -   | 22 %                                | 13 %         | 0 %  | 3 %    | 24 % | 4 %  | -   | -   | -       | 5 % |
| Elabe | 30 mai - 1er juin | 2 000       | 65 ans et plus      | 1 %    | 19 %  | 19 %  | 19 %  | 19 %  | 3 %                                               | -   | 29 %                                | 17 %         | 3 %  | 1 %    | 18 % | 4 %  | -   | -   | -       | 5 % |
| Début de la campagne électorale officielle en vue du premier tour (30 mai 2022).                                       |                   |             |                     |        |       |       |       |       |                                                   |     |                                     |              |      |        |      |      |     |     |         |     |
| Ifop | 25-28 mai         | 1 796       | 18-24 ans           | 3 %    | 38 %  | 38 %  | 38 %  | 38 %  | 4 %                                               | -   | 19 %                                | 4 %          | 1 %  | 0 %    | 25 % | 4 %  | -   | -   | -       | 2 % |
| Ifop | 25-28 mai         | 1 796       | 25-34 ans           | 1 %    | 29 %  | 29 %  | 29 %  | 29 %  | 5 %                                               | -   | 16 %                                | 9 %          | 1 %  | 2 %    | 26 % | 8 %  | -   | -   | -       | 3 % |
| Ifop | 25-28 mai         | 1 796       | 35-49 ans           | 2 %    | 25 %  | 25 %  | 25 %  | 25 %  | 4 %                                               | -   | 20 %                                | 9 %          | 2 %  | 2 %    | 26 % | 7 %  | -   | -   | -       | 3 % |
| Ifop | 25-28 mai         | 1 796       | 50-64 ans           | 1 %    | 25 %  | 25 %  | 25 %  | 25 %  | 3 %                                               | -   | 24 %                                | 9 %          | 2 %  | 4 %    | 23 % | 6 %  | -   | -   | -       | 3 % |
| Ifop | 25-28 mai         | 1 796       | 65 ans et plus      | 0 %    | 20 %  | 20 %  | 20 %  | 20 %  | 2 %                                               | -   | 41 %                                | 14 %         | 3 %  | 1 %    | 12 % | 5 %  | -   | -   | -       | 2 % |
| Cluster17 | 24-26 mai         | 2 489       | 18-24 ans           | 0 %    | 53 %  | 53 %  | 53 %  | 53 %  | -                                                 | -   | 16 %                                | 5 %          | -    | 1 %    | 13 % | 8 %  | 2 % | 0 % | 1 % LMR | 1 % |
| Cluster17 | 24-26 mai         | 2 489       | 25-34 ans           | 1 %    | 37 %  | 37 %  | 37 %  | 37 %  | -                                                 | -   | 23 %                                | 7 %          | -    | 2 %    | 17 % | 4 %  | 2 % | 2 % | 1 % LMR | 4 % |
| Cluster17 | 24-26 mai         | 2 489       | 35-49 ans           | 0 %    | 24 %  | 24 %  | 24 %  | 24 %  | -                                                 | -   | 24 %                                | 12 %         | -    | 2 %    | 25 % | 5 %  | 2 % | 0 % | 1 % LMR | 6 % |
| Cluster17 | 24-26 mai         | 2 489       | 50-64 ans           | 1 %    | 28 %  | 28 %  | 28 %  | 28 %  | -                                                 | -   | 25 %                                | 10 %         | -    | 2 %    | 22 % | 6 %  | 1 % | 1 % | 0 % LMR | 3 % |
| Cluster17 | 24-26 mai         | 2 489       | 65 ans et plus      | 0 %    | 23 %  | 23 %  | 23 %  | 23 %  | -                                                 | -   | 36 %                                | 15 %         | -    | 1 %    | 13 % | 8 %  | 1 % | 0 % | 1 % LMR | 2 % |
| Cluster17 | 17-19 mai         | 2 950       | 18-24 ans           | 0 %    | 51 %  | 51 %  | 51 %  | 51 %  | -                                                 | -   | 14 %                                | 5 %          | -    | 3 %    | 20 % | 3 %  | 0 % | 2 % | 0 % LMR | 2 % |
| Cluster17 | 17-19 mai         | 2 950       | 25-34 ans           | 0 %    | 42 %  | 42 %  | 42 %  | 42 %  | -                                                 | -   | 21 %                                | 5 %          | -    | 2 %    | 20 % | 4 %  | 2 % | 0 % | 0 % LMR | 4 % |
| Cluster17 | 17-19 mai         | 2 950       | 35-49 ans           | 1 %    | 27 %  | 27 %  | 27 %  | 27 %  | -                                                 | -   | 25 %                                | 7 %          | -    | 3 %    | 24 % | 5 %  | 2 % | 3 % | 1 % LMR | 3 % |
| Cluster17 | 17-19 mai         | 2 950       | 50-64 ans           | 1 %    | 30 %  | 30 %  | 30 %  | 30 %  | -                                                 | -   | 27 %                                | 9 %          | -    | 1 %    | 20 % | 6 %  | 1 % | 2 % | 1 % LMR | 3 % |
| Cluster17 | 17-19 mai         | 2 950       | 65 ans et plus      | 1 %    | 18 %  | 18 %  | 18 %  | 18 %  | -                                                 | -   | 35 %                                | 16 %         | -    | 1 %    | 16 % | 9 %  | 1 % | 1 % | 0 % LMR | 3 % |
| Ipsos | 16-19 mai         | 11 427      | 18-24 ans           | 4 %    | 43 %  | 43 %  | 43 %  | 43 %  | 3 %                                               | -   | 20 %                                | 6 %          | 1 %  | 1 %    | 16 % | 5 %  | -   | -   | -       | 1 % |
| Ipsos | 16-19 mai         | 11 427      | 25-34 ans           | 3 %    | 39 %  | 39 %  | 39 %  | 39 %  | 2 %                                               | -   | 20 %                                | 3 %          | 1 %  | 0 %    | 23 % | 7 %  | -   | -   | -       | 2 % |
| Ipsos | 16-19 mai         | 11 427      | 35-49 ans           | 1 %    | 32 %  | 32 %  | 32 %  | 32 %  | 4 %                                               | -   | 24 %                                | 5 %          | 1 %  | 1 %    | 25 % | 4 %  | -   | -   | -       | 3 % |
| Ipsos | 16-19 mai         | 11 427      | 50-59 ans           | 1 %    | 27 %  | 27 %  | 27 %  | 27 %  | 3 %                                               | -   | 24 %                                | 7 %          | 1 %  | 2 %    | 26 % | 6 %  | -   | -   | -       | 3 % |
| Ipsos | 16-19 mai         | 11 427      | 60-69 ans           | 1 %    | 25 %  | 25 %  | 25 %  | 25 %  | 3 %                                               | -   | 29 %                                | 8 %          | 1 %  | 1 %    | 21 % | 7 %  | -   | -   | -       | 4 % |
| Ipsos | 16-19 mai         | 11 427      | 70 ans et plus      | 0 %    | 14 %  | 14 %  | 14 %  | 14 %  | 4 %                                               | -   | 38 %                                | 17 %         | 2 %  | 1 %    | 14 % | 7 %  | -   | -   | -       | 3 % |
| Élisabeth Borne est nommée à la fonction de Premier ministre, à la suite de la démission de Jean Castex (16 mai 2022). |                   |             |                     |        |       |       |       |       |                                                   |     |                                     |              |      |        |      |      |     |     |         |     |
| Cluster17 | 10-12 mai         | 2 925       | 18-24 ans           | 2 %    | 49 %  | 49 %  | 49 %  | 49 %  | -                                                 | -   | 19 %                                | 4 %          | -    | 2 %    | 18 % | 3 %  | -   | 1 % | -       | 3 % |
| Cluster17 | 10-12 mai         | 2 925       | 25-34 ans           | 2 %    | 39 %  | 39 %  | 39 %  | 39 %  | -                                                 | -   | 22 %                                | 6 %          | -    | 2 %    | 17 % | 3 %  | -   | 1 % | -       | 8 % |
| Cluster17 | 10-12 mai         | 2 925       | 35-49 ans           | 1 %    | 27 %  | 27 %  | 27 %  | 27 %  | -                                                 | -   | 26 %                                | 9 %          | -    | 3 %    | 25 % | 5 %  | -   | 1 % | -       | 3 % |
| Cluster17 | 10-12 mai         | 2 925       | 50-64 ans           | 1 %    | 32 %  | 32 %  | 32 %  | 32 %  | -                                                 | -   | 25 %                                | 8 %          | -    | 1 %    | 21 % | 7 %  | -   | 1 % | -       | 3 % |
| Cluster17 | 10-12 mai         | 2 925       | 65 ans et plus      | 0 %    | 24 %  | 24 %  | 24 %  | 24 %  | -                                                 | -   | 35 %                                | 14 %         | -    | 3 %    | 12 % | 7 %  | -   | 1 % | -       | 4 % |
| Ifop | 6-9 mai           | 1 691       | 18-24 ans           | 3 %    | 42 %  | 42 %  | 42 %  | 42 %  | -                                                 | -   | 17 %                                | 4 %          | -    | 0 %    | 26 % | 6 %  | -   | -   | -       | 2 % |
| Ifop | 6-9 mai           | 1 691       | 18-24 ans           | 0 %    | 4 %   | 35 %  | 4 %   | 13 %  | -                                                 | -   | 12 %                                | 3 %          | -    | 0 %    | 25 % | -    | -   | -   | -       | -   |
| Ifop | 6-9 mai           | 1 691       | 25-34 ans           | 2 %    | 40 %  | 40 %  | 40 %  | 40 %  | -                                                 | -   | 15 %                                | 9 %          | -    | 3 %    | 25 % | 5 %  | -   | -   | -       | 1 % |
| Ifop | 6-9 mai           | 1 691       | 25-34 ans           | 3 %    | 3 %   | 31 %  | 4 %   | 6 %   | -                                                 | -   | 15 %                                | 6 %          | -    | 3 %    | 24 % | -    | -   | -   | -       | -   |
| Ifop | 6-9 mai           | 1 691       | 35-49 ans           | 3 %    | 28 %  | 28 %  | 28 %  | 28 %  | -                                                 | -   | 22 %                                | 9 %          | -    | 4 %    | 30 % | 3 %  | -   | -   | -       | 1 % |
| Ifop | 6-9 mai           | 1 691       | 35-49 ans           | 2 %    | 2 %   | 17 %  | 6 %   | 9 %   | -                                                 | -   | 21 %                                | 9 %          | -    | 4 %    | 27 % | -    | -   | -   | -       | -   |
| Ifop | 6-9 mai           | 1 691       | 50-64 ans           | 1 %    | 31 %  | 31 %  | 31 %  | 31 %  | -                                                 | -   | 27 %                                | 8 %          | -    | 1 %    | 23 % | 7 %  | -   | -   | -       | 2 % |
| Ifop | 6-9 mai           | 1 691       | 50-64 ans           | 0 %    | 1 %   | 18 %  | 7 %   | 7 %   | -                                                 | -   | 27 %                                | 9 %          | -    | 1 %    | 22 % | -    | -   | -   | -       | -   |
| Ifop | 6-9 mai           | 1 691       | 65 ans et plus      | 0 %    | 16 %  | 16 %  | 16 %  | 16 %  | -                                                 | -   | 39 %                                | 18 %         | -    | 1 %    | 13 % | 10 % | -   | -   | -       | 3 % |
| Ifop | 6-9 mai           | 1 691       | 65 ans et plus      | 0 %    | 2 %   | 8 %   | 6 %   | 3 %   | -                                                 | -   | 38 %                                | 19 %         | -    | 1 %    | 12 % | -    | -   | -   | -       | -   |
| LREM, le MoDem et Horizons forment la coalition Ensemble (5 mai 2022).                                                 |                   |             |                     |        |       |       |       |       |                                                   |     |                                     |              |      |        |      |      |     |     |         |     |
| Cluster17 | 3-5 mai           | 3 619       | 18-24 ans           | 1 %    | 59 %  | 59 %  | 59 %  | 59 %  | -                                                 | -   | 13 %                                | 4 %          | -    | 3 %    | 13 % | 4 %  | -   | 2 % | -       | 2 % |
| Cluster17 | 3-5 mai           | 3 619       | 25-34 ans           | 1 %    | 44 %  | 44 %  | 44 %  | 44 %  | -                                                 | -   | 23 %                                | 4 %          | -    | 1 %    | 20 % | 4 %  | -   | 2 % | -       | 2 % |
| Cluster17 | 3-5 mai           | 3 619       | 35-49 ans           | 1 %    | 32 %  | 32 %  | 32 %  | 32 %  | -                                                 | -   | 24 %                                | 6 %          | -    | 1 %    | 25 % | 4 %  | -   | 2 % | -       | 4 % |
| Cluster17 | 3-5 mai           | 3 619       | 50-64 ans           | 1 %    | 32 %  | 32 %  | 32 %  | 32 %  | -                                                 | -   | 25 %                                | 7 %          | -    | 2 %    | 21 % | 5 %  | -   | 4 % | -       | 4 % |
| Cluster17 | 3-5 mai           | 3 619       | 65 ans et plus      | 1 %    | 24 %  | 24 %  | 24 %  | 24 %  | -                                                 | -   | 31 %                                | 15 %         | -    | 1 %    | 15 % | 8 %  | -   | 1 % | -       | 4 % |
| LFI, EÉLV, le PCF et le PS forment la coalition NUPES (2-5 mai 2022).                                                  |                   |             |                     |        |       |       |       |       |                                                   |     |                                     |              |      |        |      |      |     |     |         |     |
| Cluster17 | 27-28 avril       | 2 714       | 18-24 ans           | 2 %    | 2 %   | 36 %  | 4 %   | 11 %  | -                                                 | -   | 15 %                                | 3 %          | -    | 0 %    | 22 % | 5 %  | -   | 0 % | -       | 1 % |
| Cluster17 | 27-28 avril       | 2 714       | 18-24 ans           | 2 %    | 41 %  | 41 %  | 41 %  | 7 %   | -                                                 | -   | 17 %                                | 8 %          | -    | 1 %    | 16 % | 7 %  | -   | 1 % | -       | 0 % |
| Cluster17 | 27-28 avril       | 2 714       | 18-24 ans           | 3 %    | 50 %  | 50 %  | 50 %  | 50 %  | -                                                 | -   | 19 %                                | 9 %          | -    | 4 %    | 15 % | 15 % | -   | 1 % | -       | 0 % |
| Cluster17 | 27-28 avril       | 2 714       | 25-34 ans           | 1 %    | 1 %   | 26 %  | 6 %   | 13 %  | -                                                 | -   | 16 %                                | 3 %          | -    | 1 %    | 21 % | 4 %  | -   | 2 % | -       | 6 % |
| Cluster17 | 27-28 avril       | 2 714       | 25-34 ans           | 3 %    | 36 %  | 36 %  | 36 %  | 8 %   | -                                                 | -   | 16 %                                | 5 %          | -    | 2 %    | 22 % | 2 %  | -   | 2 % | -       | 4 % |
| Cluster17 | 27-28 avril       | 2 714       | 25-34 ans           | 1 %    | 45 %  | 45 %  | 45 %  | 45 %  | -                                                 | -   | 16 %                                | 6 %          | -    | 3 %    | 21 % | 21 % | -   | 3 % | -       | 4 % |
| Cluster17 | 27-28 avril       | 2 714       | 35-49 ans           | 1 %    | 1 %   | 18 %  | 4 %   | 7 %   | -                                                 | -   | 25 %                                | 7 %          | -    | 3 %    | 24 % | 5 %  | -   | 1 % | -       | 3 % |
| Cluster17 | 27-28 avril       | 2 714       | 35-49 ans           | 1 %    | 23 %  | 23 %  | 23 %  | 6 %   | -                                                 | -   | 22 %                                | 10 %         | -    | 1 %    | 24 % | 9 %  | -   | 1 % | -       | 3 % |
| Cluster17 | 27-28 avril       | 2 714       | 35-49 ans           | 1 %    | 33 %  | 33 %  | 33 %  | 33 %  | -                                                 | -   | 22 %                                | 8 %          | -    | 2 %    | 29 % | 29 % | -   | 1 % | -       | 3 % |
| Cluster17 | 27-28 avril       | 2 714       | 50-64 ans           | 2 %    | 3 %   | 19 %  | 5 %   | 8 %   | -                                                 | -   | 24 %                                | 7 %          | -    | 2 %    | 22 % | 6 %  | -   | 0 % | -       | 1 % |
| Cluster17 | 27-28 avril       | 2 714       | 50-64 ans           | 1 %    | 28 %  | 28 %  | 28 %  | 7 %   | -                                                 | -   | 23 %                                | 9 %          | -    | 2 %    | 23 % | 6 %  | -   | 1 % | -       | 1 % |
| Cluster17 | 27-28 avril       | 2 714       | 50-64 ans           | 1 %    | 33 %  | 33 %  | 33 %  | 33 %  | -                                                 | -   | 25 %                                | 9 %          | -    | 3 %    | 25 % | 25 % | -   | 1 % | -       | 1 % |
| Cluster17 | 27-28 avril       | 2 714       | 65 ans et plus      | 0 %    | 2 %   | 13 %  | 7 %   | 3 %   | -                                                 | -   | 31 %                                | 12 %         | -    | 2 %    | 18 % | 8 %  | -   | 1 % | -       | 2 % |
| Cluster17 | 27-28 avril       | 2 714       | 65 ans et plus      | 1 %    | 18 %  | 18 %  | 18 %  | 7 %   | -                                                 | -   | 31 %                                | 12 %         | -    | 3 %    | 18 % | 6 %  | -   | 1 % | -       | 2 % |
| Cluster17 | 27-28 avril       | 2 714       | 65 ans et plus      | 0 %    | 24 %  | 24 %  | 24 %  | 24 %  | -                                                 | -   | 32 %                                | 13 %         | -    | 3 %    | 25 % | 25 % | -   | 1 % | -       | 2 % |